# Lista i wyniki gal Oktagon MMA
Lista i wyniki gal Oktagon MMA.

## Lista gal i rozpiska
| Nr | Gala                                     | Data                 | Miejsce                                        |
| -- | ---------------------------------------- | -------------------- | ---------------------------------------------- |
| 1  | Oktagon 1: Challenge Qualfication Finals | 10 grudnia 2016      | Kralovka Arena, Praga                          |
| 2  | Oktagon 2: Boráros vs. Čambal            | 7 kwietnia 2017      | Hant Aréna, Bratysława                         |
| 3  | Oktagon 3: Open Air                      | 29 lipca 2017        | Štvanice Stadium, Praga                        |
| 4  | Oktagon 4: Oktagon Výzva II Finále       | 12 listopada 2017    | Hant Aréna, Bratysława                         |
| 5  | Oktagon 5: Kuzník vs. Klein              | 17 marca 2018        | RT Torax aréna, Ostrawa                        |
| 6  | Oktagon 6: The Rematch                   | 26 maja 2018         | Steel Aréna, Koszyce                           |
| 7  | Oktagon 8: Challenge Semifinals          | 25 lipca 2018        | Hotel Imperial, Karlowe Wary                   |
| 8  | Oktagon 7: Martínek vs. Dittrich         | 28 lipca 2018        | Šťávnice, Praga                                |
| 9  | Oktagon 9: Krištofič vs. Siwy            | 15 września 2018     | Zimný štadión Ondreja Nepelu, Bratysława       |
| 10 | Oktagon 10: Deák vs. Galloway            | 17 listopada 2018    | O2 Universum, Praga                            |
| 11 | Oktagon 11: Kozma vs. Krištofič          | 16 marca 2019        | Ostravar Aréna, Ostrawa                        |
| 12 | Oktagon Prime 1: Wittner vs. Horváth     | 26 kwietnia 2019     | Crow Arena, Koszyce                            |
| 13 | Oktagon 12: Végh vs. Zwicker             | 8 czerwca 2019       | Zimný štadión Ondreja Nepelu, Bratysława       |
| 14 | Oktagon 13: Vémola vs. da Silva          | 27 lipca 2019        | Štvanice, Praga                                |
| 15 | Oktagon 14: Bitva o trúny                | 14 września 2019     | Zimný štadión Ondreja Nepelu, Bratysława       |
| 16 | Oktagon Prime 2: Wittner vs. Kertész     | 25 października 2019 | Crow Arena, Koszyce                            |
| 17 | Oktagon 15: Végh vs. Vémola              | 9 listopada 2019     | O2 Universum, Praga                            |
| 18 | Oktagon Prime 3: Štrbák vs. Legierski    | 15 lutego 2020       | X-bionic Sphere, Šamorín                       |
| 19 | Oktagon 16: Ryšavý vs. Paradeiser        | 26 września 2020     | Zoner BobyHall, Brno                           |
| 20 | Oktagon 17: Kozma vs. Kertész            | 17 października 2020 | Zoner BobyHall, Brno                           |
| 21 | Oktagon 18: Wittner vs. Pukač            | 21 listopada 2020    | Zoner BobyHall, Brno                           |
| 22 | Oktagon 19: Vémola vs. Mikulášek         | 5 grudnia 2020       | Zoner BobyHall, Brno                           |
| 23 | Oktagon 20: Vémola vs. Lohoré            | 30 grudnia 2020      | O2 Universum, Praga                            |
| 24 | Oktagon 21: Paradeiser vs. Buchinger     | 30 stycznia 2021     | Zoner BobyHall, Brno                           |
| 25 | Oktagon 22: Vémola vs. Ďatelinka         | 27 marca 2021        | Zoner BobyHall, Brno                           |
| 26 | Oktagon 23: Kníže vs. Fusi               | 1 maja 2021          | Zoner BobyHall, Brno                           |
| 27 | Oktagon 24: Kozma vs. Silva              | 29 maja 2021         | Zoner BobyHall, Brno                           |
| 28 | Oktagon 25: Buday vs. Minda              | 19 czerwca 2021      | Zoner BobyHall, Brno                           |
| 29 | Oktagon 26: Naruszczka vs. Krištofič     | 24 lipca 2021        | Štvanice Stadium, Praga                        |
| 30 | Oktagon 27: Buchinger vs. Barborík       | 11 września 2021     | Zimný štadión Ondreja Nepelu, Bratysława       |
| 31 | Oktagon 28: Pešta vs. Pütz               | 25 września 2021     | O2 Universum, Praga                            |
| 32 | Oktagon Prime 4: Macek vs. Mågård        | 6 listopada 2021     | Enteria Arena, Pardubice                       |
| 33 | Oktagon 29: Kozma vs. Veličković         | 4 grudnia 2021       | Ostravar Aréna, Ostrawa                        |
| 34 | Oktagon 30: Bledá vs. Lima               | 30 grudnia 2021      | O2 Universum, Praga                            |
| 35 | Oktagon 31: Krištofič vs. Kincl          | 26 lutego 2022       | O2 Universum, Praga                            |
| 36 | Oktagon Prime 5: Kertész vs. Veličković  | 26 marca 2022        | X Bionic Sphere, Šamorín                       |
| 37 | Oktagon 32: Kozma vs. Kníže              | 9 kwietnia 2022      | Ostravar Aréna, Ostrawa                        |
| 38 | Oktagon 33: Buchinger vs. Keita          | 4 czerwca 2022       | Festhalle Messe Frankfurt, Frankfurt nad Menem |
| 39 | Oktagon 34: Vémola vs. Ilić              | 23 lipca 2022        | Šťávnice, Praga                                |
| 40 | Oktagon 35: Kincl vs. Lohoré             | 17 września 2022     | Winning Group Arena, Brno                      |
| 41 | Oktagon 36: Eckerlin vs. de Oliveira 2   | 15 października 2022 | Festhalle Messe Frankfurt, Frankfurt nad Menem |
| 42 | Oktagon 37: Kozma vs. Brito              | 3 grudnia 2022       | Ostravar Aréna, Ostrawa                        |
| 43 | Oktagon 38: Macek vs. Lopez              | 30 grudnia 2022      | O2 Universum, Praga                            |
| 44 | Oktagon 39: Jungwirth vs. de Oliveira    | 11 lutego 2023       | Audi Aréna Győr, Monachium                     |
| 45 | Oktagon 40: Tipsport Gamechanger         | 4 marca 2023         | Ostravar Aréna, Ostrawa                        |
| 46 | Oktagon 41: Mågård vs. Lopez             | 15 kwietnia 2023     | Home Credit Arena, Liberec                     |
| 47 | Oktagon 42: Keita vs. Tichota            | 29 kwietnia 2023     | Zimný štadión Ondreja Nepelu, Bratysława       |
| 48 | Oktagon 43: Kincl vs. Vémola 2           | 20 maja 2023         | O2 Universum, Praga                            |
| 49 | Oktagon 44: Langer vs. Poppeck           | 17 czerwca 2023      | König Pilsener Arena, Oberhausen               |
| 50 | Oktagon 45 Special: Mågård vs. Lima      | 28 lipca 2023        | Šťávnice, Praga                                |
| 51 | Oktagon 45: Sanikidze vs. Keita          | 29 lipca 2023        | Šťávnice, Praga                                |
| 52 | Oktagon 46: Dalisda vs. Austin           | 16 września 2023     | Ostravar Aréna, Ostrawa                        |
| 53 | Oktagon 47: Česko vs. Slovensko          | 7 października 2023  | Zimný štadión Ondreja Nepelu, Bratysława       |
| 54 | Oktagon 48: Aby vs. Garcia               | 4 listopada 2023     | AO Arena, Manchester                           |
| 55 | Oktagon 49: Moeil vs. Todev              | 18 listopada 2023    | Lanxess Arena, Kolonia                         |
| 56 | Oktagon 50: Keita vs. Samsonidse         | 9 grudnia 2023       | Ostravar Aréna, Ostrawa                        |
| 57 | Oktagon 51: Michailidis vs. Veličković   | 29 grudnia 2023      | O2 Universum, Praga                            |
| 58 | Oktagon 52: Mågård vs. Cartwright        | 27 stycznia 2024     | Utilita Arena, Newcastle upon Tyne             |
| 59 | Oktagon 53: Dalisda vs. Dourthe          | 10 lutego 2024       | Rudolf Weber-Arena, Oberhausen                 |
| 60 | Oktagon 54: Kincl vs. Wawrzyniak         | 2 marca 2024         | Ostravar Aréna, Ostrawa                        |
| 61 | Oktagon 55: Jungwirth vs. Pukač 2        | 23 marca 2024        | Hanns-Martin-Schleyer-Halle, Stuttgart         |
| 62 | Oktagon 56: Aby vs. Creasey              | 20 kwietnia 2024     | Resorts World Arena, Birmingham                |
| 63 | Oktagon 57: Brož vs. Eckerlin            | 4 maja 2024          | Festhalle Messe Frankfurt, Frankfurt nad Menem |
| 64 | Oktagon 58: Vémola vs. Végh 2            | 8 czerwca 2024       | Fortuna Arena, Praga                           |
| 65 | Oktagon 59: Summer Party                 | 20 lipca 2024        | Peugeot Arena, Bratysława                      |
| 66 | Oktagon 60: Buchinger vs. Eskiev         | 7 września 2024      | Rudolf Weber-Arena, Oberhausen                 |
| 67 | Oktagon 61: Paradeiser vs. Duque         | 21 września 2024     | Winning Group Arena, Brno                      |
| 68 | Oktagon 62: Bigger Than Ever             | 12 października 2024 | Deutsche Bank Park, Frankfurt nad Menem        |
| 69 | Oktagon 63: Buchinger vs. Nafuka         | 9 listopada 2024     | Zimný štadión Ondreja Nepelu, Bratysława       |
| 70 | Oktagon 64: Brito vs. Surdu              | 7 grudnia 2024       | SAP Garden, Monachium                          |
| 71 | Oktagon 65: Paradeiser vs. Keita 2       | 29 grudnia 2024      | O2 Universum, Praga                            |
| 72 | Oktagon 66: Engizek vs. Oniszczuk        | 1 lutego 2025        | PSD Bank Dome, Düsseldorf                      |
| 73 | Oktagon 67: Creasey vs. Adamia           | 22 lutego 2025       | WERK Arena, Trzyniec                           |
| 74 | Oktagon 68: Todev vs. Fleury             | 8 marca 2025         | Hanns-Martin-Schleyer-Halle, Stuttgart         |
| 75 | Oktagon 69: Holzer vs. Ilbay             | 5 kwietnia 2025      | Westfalenhalle Dortmund, Dortmund              |
| 76 | Oktagon 70: Krištofič vs. Humburger      | 26 kwietnia 2025     | KV Arena, Karlowe Wary                         |
| 78 | Oktagon 71: Poppeck vs. Langer           | 17 maja 2025         | BMW Park, Monachium                            |
| 78 | Oktagon 72: Vémola vs. Végh 3            | 14 czerwca 2025      | Fortuna Arena, Praga                           |
| 79 | Oktagon 73: Eckerlin vs. Pukač           | 28 czerwca 2025      | Barclays Arena (Hamburg), Hamburg              |
| 80 | Oktagon 74: Bolander vs. Szabová         | 9 sierpnia 2025      | Šťávnice, Praga                                |
| 81 | Oktagon 75: Holzer vs. Taha              | 13 września 2025     | Zag Arena, Hanower                             |
| 82 | Oktagon 76                               | 20 września 2025     | Festhalle Messe Frankfurt, Frankfurt nad Menem |
| 83 | Oktagon 77                               | 4 października 2025  | Zimný štadión Ondreja Nepelu, Bratysława       |
| 84 | Oktagon 78                               | 18 października 2025 | Lanxess Arena, Kolonia                         |
| 85 | Oktagon 79                               | 1 listopada 2025     | Winning Group Arena, Brno                      |
| 86 | Oktagon 80                               | 22 listopada 2025    | SAP Garden, Monachium                          |
| 87 | Oktagon 81                               | 29 grudnia 2025      | O2 Universum, Praga                            |

## Wyniki gal

### Oktagon 1: Challenge Qualfication Finals
Walka Wieczoru
- Walka w kategorii półśredniej:  Jakub Běle –  Gábor Boráros

Zwycięstwo Borárosa przez poddanie w 1 rundzie
Karta Główna
- Walka w kategorii półśredniej:  Tomáš Lejsek –  Jaroslav Poborský

Remis
- Walka w kategorii półśredniej:  Jakub Bahník –  František Fodor

Zwycięstwo Fodora przez poddanie 2 rundzie
- Walka w kategorii półśredniej:  Petr Novák –  Michal Kozmer

Zwycięstwo Novaka przez TKO w 2 rundzie
- Walka w kategorii półśredniej:  Radek Šopov –  Milan Ďatelinka

Zwycięstwo Ďatelinki przez TKO w 1 rundzie
- Walka w kategorii półśredniej:  Ondřej Balada –  Lukáš Pajtina

Zwycięstwo Pajtina przez TKO w 1 rundzie
Karta Wstępna
- Walka w kategorii półciężkiej:  Michal Kotalik –  Pavol Langer

Zwycięstwo Kotalika przez TKO w 1 rundzie
- Walka kobiet w kategorii słomkowej:  Veronika Rodova –  Natalia Matląg

Zwycięstwo Rodovej przez ppoddanie w 1 rundzie
- Walka w kategorii ciężkiej:  Dušan Dědek –  Michal Martínek

Zwycięstwo Martinka przez TKO w 1 rundzie
- Walka w kategorii lekkiej:  Aziz Dzuliatov–  Jan Cernoch

Zwycięstwo Dzuliatova przez jednogłośną decyzję sędziów

### Oktagon 2: Boráros vs. Čambal
Walka Wieczoru
- Walka w kategorii średniej:  Gábor Boráros –  Roland Čambal

Zwycięstwo Borárosa przez TKO w 1 rundzie
Karta Główna
- Walka w kategorii półciężkiej:  Vít Mrákota –  Ilja Škondrič

Zwycięstwo Škondričia przez poddanie w 1 rundzie
- Walka w kategorii półśredniej:  Jaroslav Poborský –  František Fodor

Zwycięstwo Poborský'ego przez poddanie w 1 rundzie
- Walka w kategorii półśredniej:  Tomáš Lejsek –  Milan Ďatelinka

Zwycięstwo Ďatelinki przez KO w 2 rundzie
- Walka w kategorii średniej:  Bohumil Lungrik –  Samuel Krištofič

Zwycięstwo Krištoficia przez jednogłośną decyzję sędziów
- Walka w umownym limicie -69 kg:  Jaroslav Jartim –  Marek Koželuh

Zwycięstwo Jartima przez jednogłośną decyzję sędziów
Karta Wstępna
- Walka w kategorii piórkowej:  Michal Nepraš –  Vojto Barborík

Zwycięstwo Barborika przez poddanie w 2 rundzie
- Walka w umownym limicie -69 kg:  Michal Konrád –  Krisztián Simon

Zwycięstwo  Simona przez jednogłośną decyzję sędziów
- Walka w kategorii ciężkiej:  Michal Martínek –  Radoslav Tomašovič

Zwycięstwo Martínka przez TKO w 2 rundzie
- Walka w kategorii średniej:  Michal Dobiaš –  Tomáš Meliš

Zwycięstwo Meliša przez TKO w 2 rundzie
- Walka w umownym limicie -69 kg:  Aziz Dauliatov –  Jozef Skorčík

Zwycięstwo Dauliatova przez jednogłośną decyzję sędziów

### Oktagon 3: Open Air
Walka Wieczoru
- Walka o wakujący pas mistrzowski Oktagon MMA w kategorii półciężkiej:  Paul Byrne –  Attila Végh

Zwycięstwo Végha przez jednogłośną decyzję sędziów
Karta Główna
- Walka w kategorii półśredniej:  Mohamed Sayah –  Gábor Boráros

Zwycięstwo Sayaha przez TKO w 2 rundzie
- Walka w umownym limicie -69 kg:  Matěj Kuzník –  Miroslav Štrbák

Zwycięstwo Štrbáka przez TKO w 2 rundzie
- Walka w kategorii półciężkiej:  Michał Bobrowski –  Ilja Škondrič

Zwycięstwo Bobrowskiego przez TKO w 2 rundzie
- Walka w kategorii ciężkiej:  Alexandr Cverna –  Robert Voves

Zwycięstwo Cverny przez TKO w 1 rundzie
Karta Wstępna
- Walka w kategorii półśredniej:  Tomáš Lejsek –  Lukáš Pajtina

Zwycięstwo Pajtiny przez jednogłośną decyzję sędziów
- Walka w kategorii ciężkiej:  Daniel Dittrich –  Michal Martínek

Zwycięstwo Martinka przez poddanie w 1 rundzie
- Walka w kategorii półśredniej:  Jan Široký –  Ronald Paradeiser

Zwycięstwo Paradeisera przez TKO w 2 rundzie
- Walka kobiet w kategorii koguciej:  Petra Částková –  Clara Ricignuolo

Zwycięstwo Ricignuolo przez TKO w 1 rundzie
- Walka w kategorii średniej:  Lukáš Tvrdý –  Tomáš Malík

Zwycięstwo Malika przez jednogłośną decyzję sędziów
- Walka w kategorii piórkowej:  Marek Koželuh –  Tomáš Kvapil

Zwycięstwo Kvapila przez jednogłośną decyzję sędziów

### Oktagon 4: Oktagon Výzva II Finále
Walka Wieczoru
- Walka w kategorii średniej:  Samuel Krištofič –  Radovan Úškrt

Zwycięstwo Krištofičia przez poddanie w 3 rundzie
Karta Główna
- Walka w kategorii półciężkiej:  Attila Végh –  Travis Fulton

Zwycięstwo Végha przez poddanie w 1 rundzie
- Walka w kategorii lekkiej:  Miroslav Štrbák –  Maxim Maryanchuk

Zwycięstwo Štrbáka przez TKO w 1 rundzie
- Walka w kategorii lekkiej:  Matěj Kuzník –  Matěj Kuzník

Zwycięstwo Kuzníka przez poddanie w 2 rundzie
- Walka w kategorii ciężkiej:  Benjamin Islami –  Michal Martínek

Zwycięstwo Martinka przez KO w 1 rundzie
Karta Wstępna
- Walka w kategorii piórkowej:  Krzysztof Klaczek –  Ľudovít Klein

Zwycięstwo Kleina przez KO w 1 rundzie
- Walka w kategorii średniej:  Pavel Salčák –  Miroslav Hladký

Zwycięstwo Hladký'ego przez poddanie w 1 rundzie
- Walka w kategorii półśredniej:  Marko Kisič –  Milan Ďatelinka

Zwycięstwo Kisičia przez poddanie w 1 rundzie
- Walka w kategorii średniej:  Ondřej Raška –  Martin Kostolanský

Zwycięstwo Raški przez jednogłośną decyzję sędziów
- Walka w kategorii lekkiej:  Jusup Soltaev –  Krisztián Simon

Zwycięstwo Soltaeva przez KO w 1 rundzie

### Oktagon 5: Kuzník vs. Klein
Walka Wieczoru
- Walka w kategorii lekkiej:  Matěj Kuzník –  Ľudovít Klein

Zwycięstwo Kleina przez TKO w 4 rundzie
Karta Główna
- Walka w kategorii półśredniej:  Mariusz Radziszewski –  Gábor Boráros

Zwycięstwo Borárosa przez TKO w 2 rundzie
- Walka w kategorii półciężkiej:  Miloš Petrášek –  Nikita Bulyga

Zwycięstwo Petráška przez TKO w 2 rundzie
- Walka w kategorii ciężkiej:  Michal Martínek –  Kristof Nataška

Zwycięstwo
- Walka w kategorii półśredniej:  Pavel Simandl –  Lukáš Pajtina

No Contest
Karta Wstępna
- Walka w kategorii półśredniej:  David Kozma –  Rafał Lewoń

Zwycięstwo Kozmy przez TKO w 1 rundzie
- Walka w kategorii średniej:  Ondřej Raška –  Miroslav Hladký

Zwycięstwo Raški przez poddanie w 1 rundzie
- Walka w kategorii półciężkiej:  Michal Kotalík –  Mateusz Pasiak

Zwycięstwo Kotalika przez TKO w 1 rundzie
- Walka w kategorii lekkiej:  Jan Malach –  Jan Široký

Zwycięstwo Široký'ego przez poddanie w 3 rundzie
- Walka kobiet w kategorii muszej:  Veronika Rodová –  Judyta Rymarzak

Zwycięstwo Rodovej przez TKO w 2 rundzie
- Walka w kategorii lekkiej:  Tomáš Linh Le Sy –  Jan Slováček

Zwycięstwo Sy przez TKO w 2 rundzie

### Oktagon 6: The Rematch
Walka Wieczoru
- Walka w kategorii średniej:  Ondřej Raška –  Samuel Krištofič

Zwycięstwo Krištoficia przez KO w 1 rundzie
Karta Główna
- Walka o pas mistrzowski Oktagon MMA w kategorii ciężkiej:  Daniel Dittrich –  Tomáš Vašíček

Zwycięstwo Dittricha przez TKO w 1 rundzie
- Walka w kategorii półśredniej:  Gábor Boráros –  Fernando Gonzalez

Zwycięstwo Gonzaleza przez jednogłośną decyzję sędziów
- Walka w kategorii średniej:  Kamil Cibiński –  Jozef Wittner

Zwycięstwo Wittnera przez jednogłośną decyzję sędziów
- Walka w kategorii półśredniej:  David Kozma –  Alexey Valivakhin

Zwycięstwo Kozmy przez TKO w 1 rundzie
- Walka w kategorii półciężkiej:  Michal Kotalík –  Pavel Sabadash

Zwycięstwo Kotalika przez KO w 1 rundzie
Karta Wstępna
- Walka w kategorii lekkiej:  Miroslav Štrbák –  Aleksandr Panasyuk

Zwycięstwo Štrbáka przez TKO w 2 rundzie
- Walka w kategorii półśredniej:  Máté Kertész –  Lukáš Pajtina

Zwycięstwo Kertésza przez TKO w 1 rundzie
- Walka w umownym limicie -73 kg:  Vladislav Genov –  Ronald Paradeiser

Zwycięstwo Paradeisera przez TKO w 1 rundzie
- Walka w kategorii półciężkiej:  Pavol Langer –  Vyacheslav Ivashchuk

Zwycięstwo Langera przez poddanie w 2 rundzie
- Walka w kategorii piórkowej:  Filip Macek –  Filip Macek

Zwycięstwo Macka przez poddanie w 1 rundzie
- Walka w kategorii ciężkiej:  Dzhangir Nasibov –  Martin Buday

Zwycięstwo Budaya przez TKO w 1 rundzie

### Oktagon 8: Challenge Semifinals
Walka Wieczoru
- Walka półfinałowa w kategorii lekkiej:  Aziz Dauliatov –  Karol Ryšavý

Zwycięstwo Ryšavý'ego przez poddanie w 1 rundzie
Karta Główna
- Walka ćwierćfinałowa w kategorii lekkiej:  Jakub Dohnal –  Ján Velič

Zwycięstwo Dohnala przez poddanie w 1 rundzie
- Walka ćwierćfinałowa w kategorii lekkiej:  Aziz Dauliatov –  Omar Ahmad

Zwycięstwo Dauliatova przez jednogłośną decyzję sędziów
- Walka ćwierćfinałowa w kategorii lekkiej:  Tomáš Linh Le Sy –  Karol Ryšavý

Zwycięstwo Ryšavý'ego przez TKO w 3 rundzie

### Oktagon 7: Martínek vs. Dittrich
Walka Wieczoru
- Walka o pas mistrzowski Oktagon MMA w kategorii ciężkiej:  Michal Martínek –  Daniel Dittrich

Zwycięstwo Martinka przez TKO w 3 rundzie
Karta Główna
- Walka w kategorii półciężkiej:  Willian Roberto Alves –  Miloš Petrášek

Zwycięstwo Petráška przez TKO w 2 rundzie
- Walka w kategorii półśredniej:  David Kozma –  Michał Wiencek

Zwycięstwo Kozmy przez KO w 1 rundzie
- Walka w kategorii półśredniej:  Jan Janka –  Niklas Stolze

Zwycięstwo Stolze przez poddanie w 2 rundzie
- Walka w umownym limicie -86 kg:  David Hošek –  Tomáš Meliš

Remis większościowy
Karta Wstępna
- Walka w kategorii półciężkiej:  Michal Kotalík –  Martin Šolc

Zwycięstwo Šolca przez TKO w 3 rundzie
- Walka w kategorii średniej:  Miroslav Brož –  Gabriel Török

Zwycięstwo Broza przez TKO w 2 rundzie
- Walka w kategorii koguciej:  Zaka Fatullazade –  Filip Macek

Zwycięstwo Macka przez poddanie w 1 rundzie
- Walka kobiet w limicie -62 kg:  Olga Yakimchyk –  Lucie Mudrochová

Zwycięstwo Mudrochovej przez poddanie w 2 rundzie

### Oktagon 9: Krištofič vs. Siwy
Walka Wieczoru
- Walka w kategorii średniej:  Grzegorz Siwy –  Samuel Krištofič

Zwycięstwo Siwego przez jednogłośną decyzję sędziów
Karta Główna
- Walka w kategorii półśredniej:  Jaroslav Poborský –  Gábor Boráros

Zwycięstwo Borárosa przez poddanie w 1 rundzie
- Walka w kategorii półśredniej:  David Kozma –  Máté Kertész

Zwycięstwo Kozmy przez jednogłośną decyzję sędziów
- Walka w kategorii półciężkiej:  Laky Royal –  Peter Benko

Zwycięstwo Benko przez poddanie w 1 rundzie
- Walka w kategorii półśredniej:  Łukasz Bugara –  Radovan Úškrt

Zwycięstwo Úškrta  przez TKO w 1 rundzie
Karta Wstępna
- Walka kobiet w kategorii koguciej:  Veronika Rodová –  Clara Ricignuolo

Zwycięstwo Rodovej przez jednogłośną decyzję sędziów
- Walka w kategorii średniej:  Pavel Salčák –  Milan Ďatelinka

Zwycięstwo Ďatelinki przez TKO w 1 rundzie
- Walka w kategorii ciężkiej:   Łukasz Łysoniewski –  Martin Buday

Zwycięstwo Budaya przez TKO w 1 rundzie
- Walka w kategorii średniej:  David Hošek –  Branislav Zuzák

Zwycięstwo Zuzaka przez jednogłośną decyzję sędziów
- Walka w kategorii lekkiej:  Marek Koželuh –  Samuel Daňko

Zwycięstwo Dańko przez jednogłośną decyzję sędziów

### Oktagon 10: Deák vs. Galloway
Walka Wieczoru
- Walka w kategorii koguciej:  Tomáš Deák –  Cory Galloway

Zwycięstwo Deáka przez jednogłośną decyzję sędziów
Karta Główna
- Walka o pas mistrzowski Oktagon MMA w kategorii półśredniej:  David Kozma –  Gábor Boráros

Zwycięstwo Kozmy przez TKO w 2 rundzie
- Walka w kategorii półciężkiej:  Maiquel Falcão –  Attila Végh

Zwycięstwo Végha przez jednogłośną decyzję sędziów
- Walka w kategorii półciężkiej:  Miloš Petrášek –  Jeremy Kimball

Zwycięstwo Kimballa przez TKO w 1 rucznie
- Walka w kategorii lekkiej:  Jakub Dohnal –  Karol Ryšavý

Zwycięstwo Ryšavýego przez TKO w 2 rundzie
Karta Wstępna
- Walka w kategorii półśredniej:  Jan Janka –  Robert Pukač

Zwycięstwo Pukač przez jednogłośną decyzję sędziów
- Walka w kategorii lekkiej:  Aziz Dauliatov –  Ronald Paradeiser

Zwycięstwo Paradeisera przez jednogłośną decyzję sędziów
- Walka w kategorii piórkowej:  Filip Macek –  Taras Grytskiv

Zwycięstwo Macka przez poddanie w 1 rundzie
- Walka w kategorii półśredniej:  Michal Konrád –  František Fodor

Zwycięstwo Konráda przez większościową decyzję sędziów
- Walka w kategorii lekkiej:  Marek Bartl –  Tomáš Linh Le Sy

Zwycięstwo Bartla przez TKO w 1 rundzie
- Walka w kategorii ciężkiej:  Peter Šlahor –  Tomasz Kolcun

Zwycięstwo Kolcuna przez TKO w 1 rundzie

### Oktagon 11: Kozma vs. Krištofič
Walka Wieczoru
- Walka o pas mistrzowski Oktagon MMA w kategorii półśredniej:  David Kozma –  Samuel Krištofič

Zwycięstwo Kozmy przez jednogłośną decyzję sędziów
Karta Główna
- Walka w kategorii półciężkiej:  Miloš Petrášek –  Jeremy Kimball

Zwycięstwo Kimballa przez jednogłośną decyzję sędziów
- Walka w kategorii półśredniej:  Máté Kertész –  Radovan Úškrt

Zwycięstwo Kertésza przez TKO w 2 rundzie
- Walka w kategorii półciężkiej:  Jan Gottvald –  Mantas Žukauskas

Zwycięstwo Gottvalda przez jednogłośną decyzję sędziów
- Walka w kategorii średniej:  Václav Mikulášek –  Ondřej Raška

Zwycięstwo Mikuláša przez poddanie w 1 rundzie
- Walka w kategorii średniej:  Miroslav Brož –  Milan Ďatelinka

Zwycięstwo Ďatelinki przez KO w 1 rundzie
Karta Wstępna
- Walka w kategorii średniej:  Karlos Vémola –  Paweł Brandys

Zwycięstwo Vémoli przez poddanie w 1 rundzie
- Walka w kategorii półśredniej:  Tomáš Kužela –  Robert Pukač

Zwycięstwo Pukača przez KO w 3 rundzie
- Walka w kategorii lekkiej:  Jaroslav Jartim –  Karol Ryšavý

Zwycięstwo Ryšavýego przez poddanie w 1 rundzie
- Walka w kategorii lekkiej:  Michal Konrád –  Mateusz Legierski

Zwycięstwo Legierskiego przez TKO w 1 rundzie
- Walka w kategorii lekkiej:  Marek Bartl –  Aziz Dauliatov

Zwycięstwo Bartla przez poddanie w 1 rundzie
- Walka w kategorii lekkiej:  Tomáš Linh Le Sy –  Omar Ahmad

Zwycięstwo Le Sy przez TKO w 1 rundzie

### Oktagon Prime 1: Wittner vs. Horváth
Walka Wieczoru
- Walka w kategorii półśredniej:  Jozef Wittner –  Adam Horváth

Zwycięstwo Wittnera przez TKO w 2 rundzie
Karta Główna
- Walka w kategorii koguciej:  Filip Macek –  Dmytro Vlasiuk

Zwycięstwo Macka przez poddanie w 1 rundzie
- Walka w kategorii ciężkiej:  Martin Buday –  Yevhenii Orlov

Zwycięstwo Budaya przez TKO w 1 rundzie
- Walka w kategorii lekkiej:  Aliston Cordeiro –  Ronald Paradeiser

Zwycięstwo Paradeisera przez jednogłośną decyzję sędziów
- Walka w kategorii średniej:  David Hošek –  Gabriel Török

Zwycięstwo Hoška przez TKO w 1 rundzie
- Walka w kategorii piórkowej:  Tomáš Kvapil –  Denis Tripšanský

Remis niejednogłośny
Karta Wstępna
- Walka w kategorii lekkiej:  Jakub Dohnal –  Samuel Liška

Zwycięstwo Dohnala przez poddanie w 1 rundzie
- Walka w kategorii półciężkiej:  Tomáš Peleška –  Pavol Langer

Zwycięstwo Langera przez TKO w 2 rundzie
- Walka w kategorii lekkiej:  Samuel Daňko –  Yán Hudák

Zwycięstwo Daňko przez TKO w 1 rundzie
- Walka w kategorii lekkiej:  Ladislav Majerník –  Ján Velič

Zwycięstwo Majernika przez TKO w 1 rundzie
- Walka w kategorii półśredniej:  Andrej Kalašnik –  Gabriel Fuksz

Zwycięstwo Kalašnika przez TKO w 2 rundzie

### Oktagon 12: Végh vs. Zwicker
Walka Wieczoru
- Walka w kategorii półciężkiej:  Attila Végh –  Virgil Zwicker

Zwycięstwo Zwickera przez TKO w 1 rundzie
Karta Główna
- Walka w kategorii półśredniej:  Anderson Queiroz –  Samuel Krištofič

Zwycięstwo Krištoficia przez KO w 1 rundzie
- Walka w kategorii półśredniej:  Jan Janka –  Gábor Boráros

Zwycięstwo Borárosa przez TKO w 1 rundzie
- Walka w kategorii półciężkiej:  Henrique da Silva – Jan Gottvald

Zwycięstwo Da Silvy przez KO w 1 rundzie
- Walka w kategorii lekkiej:  Samuel Daňko –  Karol Ryšavý

Zwycięstwo Ryšavý przez TKO w 3 rundzie
- Walka kobiet w kategorii koguciej:  Veronika Rodová –  Cornelia Holm

Zwycięstwo Holm przez jednogłośną decyzję sędziów
Karta Wstępna
- Walka w kategorii średniej:  Alberto Uda –  Makhmud Muradov

Zwycięstwo Muradova przez TKO w 1 rundzie
- Walka w kategorii lekkiej:  Willian Lima –  Ľudovít Klein

Zwycięstwo Kleina przez TKO w 1 rundzie
- Walka w kategorii półśredniej:  Máté Kertész –  Robert Bryczek

Zwycięstwo Bryczka przez jednogłośną decyzję sędziów
- Walka w kategorii lekkiej:  Mateusz Legierski –  Ronald Paradeiser

Zwycięstwo Legierskiego przez TKO w 2 rundzie
- Walka kobiet w limicie -62 kg:  Clara Ricignuolo –  Nikoleta Domoráková

Zwycięstwo Ricignuolo przez TKO w 1 rundzie

### Oktagon 13: Vémola vs. da Silva
Walka Wieczoru
- Walka w kategorii półciężkiej:  Karlos Vémola –  Henrique da Silva

Zwycięstwo Vemoli przez jednogłośną decyzję sędziów
Karta Główna
- Walka w kategorii średniej:  Wendell Oliveira –  Makhmud Muradov

Zwycięstwo Muradova przez TKO w 2 rundzie
- Walka w kategorii średniej:  Václav Mikulášek –  Milan Ďatelinka

Zwycięstwo Ďatelinka przez poddanie w 1 rundzie
- Walka w umownym limicie -81 kg:  Jakub Běle –  Miroslav Brož

Zwycięstwo Běle przez TKO w 1 rundzie
- Walka w kategorii lekkiej:  Aliston Cordeiro –  Leo Brichta

Zwycięstwo Brichty przez jednogłośną decyzję sędziów
Karta Wstępna
- Walka w umownym limicie -96 kg:  Viktor Pešta –  Mike Kyle

Zwycięstwo Pešty przez poddanie w 1 rundzie
- Walka w kategorii muszej:  David Dvořák –  Arsen Taigibov

Zwycięstwo Dvořáka przez poddanie w 2 rundzie
- Walka w kategorii lekkiej:  Jakub Bahník –  Michal Konrád

Zwycięstwo Bahnika przez TKO w 1 rundzie
- Walka kobiet w kategorii koguciej:  Kateřina Klinderová –  Eva Borodáčová

Zwycięstwo Borodáčovej przez niejednogłośną decyzję sędziów
- Walka w kategorii piórkowej:  Tomáš Kvapil –  David Mora

Zwycięstwo Mory przez TKO w 1 rundzie
- Walka w kategorii średniej:  David Hošek –  Michal Varchola

Zwycięstwo Hoška przez poddanie w 1 rundzie
- Walka w kategorii lekkiej:  Matouš Kohout –  Matúš Šutka

Zwycięstwo Kohouta przez jednogłośną decyzję sędziów

### Oktagon 14: Bitva o trúny
Walka Wieczoru
- Walka o pas mistrzowski Oktagon MMA w kategorii koguciej:  Filip Macek –  Tomáš Deák

Zwycięstwo Deáka przez jednogłośną decyzję sędziów
Karta Główna
- Walka w kategorii półśredniej:  Robert Pukač –  Samuel Krištofič

Zwycięstwo Krištoficia przez jednogłośną decyzję sędziów
- Walka w kategorii piórkowej:  João Paulo Rodrigues –  Ľudovít Klein

Zwycięstwo Kleina przez KO w 3 rundzie
- Walka w kategorii ciężkiej:  Daniel Dittrich –  Martin Buday

Zwycięstwo Budaya przez poddanie w 2 rundzie
- Walka w kategorii półśredniej:  Igor Daniš –  Daniel Hromek

Zwycięstwo Hromka przez TKO w 1 rundzie
Karta Wstępna
- Walka w umownym limicie -98 kg:  Timo Feucht –  Jeremy Kimball

Zwycięstwo Feuchta przez TKO w 1 rundzie
- Walka w kategorii lekkiej:  Leo Brichta –  Ronald Paradeiser

Zwycięstwo Paradeisera przez poddanie w 2 rundzie
- Walka w kategorii lekkiej:  Jaroslav Jartim –  Lukáš Pajtina

Zwycięstwo Jartima przez TKO w 2 rundzie
- Walka kobiet w kategorii koguciej:  Ivana Hašková –  Kateřina Klinderová

Zwycięstwo Haškovej przez KO w 2 rundzie
- Walka w kategorii średniej:  Pim Kusters –  Marek Mazuch

Zwycięstwo Mazucha przez niejednogłośną decyzję sędziów
- Walka w kategorii półciężkiej:  Lukáš Dvořák  –  Giorgi Kvelidze

Zwycięstwo Dvořáka przez poddanie w 2 rundzie

### Oktagon Prime 2: Wittner vs. Kertész
Walka Wieczoru
- Walka w kategorii półśredniej:  Jozef Wittner –  Máté Kertész

Zwycięstwo Kertésza przez TKO w 1 rundzie
Karta Główna
- Walka w kategorii lekkiej:  Max Lima –  Miroslav Štrbák

Zwycięstwo Štrbáka przez jednogłośną decyzję sędziów
- Walka w kategorii średniej:  Václav Mikulášek –  Branislav Zuzák

Zwycięstwo Mikuláška przez TKO w 1 rundzie
- Walka w kategorii piórkowej:  Tomáš Linh Le Sy –  Denis Tripšanský

Zwycięstwo Sy przez KO w 2 rundzie
- Walka w kategorii lekkiej:  Samuel Daňko –  František Fodor

Zwycięstwo Fodora przez TKO w 2 rundzie
Karta Wstępna
- Walka w kategorii piórkowej:  Jakub Dyk –  Matúš Šutka

Zwycięstwo Dyka przez niejednogłośną decyzję sędziów
- Walka w kategorii półśredniej:  Andrej Kalašnik –  Dávid Sokolovský

Zwycięstwo Kalašnika przez jednogłośną decyzję sędziów
- Walka w kategorii piórkowej:  Dominik Engel –  Ladislav Majerník

Zwycięstwo Majernika przez poddanie w 2 rundzie
- Walka w kategorii lekkiej:  Aziz Dauliatov –  Martin Mucha

Zwycięstwo Dauliatova przez poddanie w 2 rundzie

### Oktagon 15: Végh vs. Vémola
Walka Wieczoru
- Walka w kategorii półciężkiej:  Karlos Vémola –  Attila Végh

Zwycięstwo Vegha przez TKO w 1 rundzie
Karta Główna
- Walka o pas mistrzowski Oktagon MMA w kategorii ciężkiej:  Michal Martínek –  Viktor Pešta

Zwycięstwo Martinka przez TKO w 1 rundzie
- Walka w kategorii półśredniej:  Kaik Brito –  Gábor Boráros

Zwycięstwo Brito przez TKO w 1 rundzie
- Walka w kategorii półśredniej:  Leandro Silva –  Robert Bryczek

Zwycięstwo Silvy przez jednogłośną decyzję sędziów
- Walka w kategorii średniej:  Jakub Štafek –  Peter Benko

Zwycięstwo Štafka przez KO w 1 rundzie
Karta Wstępna
- Walka w kategorii półciężkiej:  Miloš Petrášek –  Joachim Christensen

Zwycięstwo Christensena przez większościową decyzję sędziów
- Walka w kategorii lekkiej:  Jakub Bahník –  Mateusz Legierski

Zwycięstwo Legierskiego przez KO w 1 rundzie
- Walka w kategorii średniej:  Jakub Běle –  David Hošek

Zwycięstwo Hoska przez TKO w 1 rundzie
- Walka w kategorii piórkowej:  Sasha Belov –  Vojto Barborík

Zwycięstwo Barborika przez poddanie w 1 rundzie
- Walka kobiet w kategorii muszej:  Barbora Cypriánová –  Lucia Krajčovič

Zwycięstwo Krajčovič przez TKO w 1 rundzie
- Walka w kategorii średniej:  Pavel Salčák –  Simon Michálek

Zwycięstwo Salčáka przez TKO w 1 rundzie

### Oktagon Prime 3: Štrbák vs. Legierski
Walka Wieczoru
- Walka o pas mistrzowski Oktagon MMA w kategorii lekkiej:  Miroslav Štrbák –  Mateusz Legierski

Zwycięstwo Legierskiego przez niejednogłośną decyzję sędziów
Karta Główna
- Walka w kategorii piórkowej:  Łukasz Sajewski  –  Ľudovít Klein

Zwycięstwo Kleina przez TKO w 1 rundzie
- Walka w kategorii półśredniej:  Maurício Reis –  Gábor Boráros

Zwycięstwo  Borarosa przez TKO w 3 rundzie
- Walka w kategorii piórkowej:  Elison Gonçalvez –  Vojto Barborík

Zwycięstwo Barborika przez poddanie w 1 rundzie
- Walka kobiet w limicie -55 kg:  Michaela Dostalova –  Lucia Krajčovič

Zwycięstwo Dostalovej przez poddanie w 1 rundzie
- Walka w kategorii półśredniej:  Miroslav Brož –  Igor Daniš

Zwycięstwo Broža przez poddanie w 3 rundzie
Karta Wstępna
- Walka w kategorii półciężkiej:  Lukáš Dvořák –  Pavol Langer

Zwycięstwo Langera przez poddanie w 1 rundzie
- Walka kobiet w kategorii koguciej:  Ivana Hašková –   Eva Borodáčová

Zwycięstwo Haškovej przez TKO w 1 rundzie
- Walka w kategorii lekkiej:  Aziz Dauliatov –  František Fodor

Zwycięstwo Fodora przez TKO w 2 rundzie
- Walka w kategorii lekkiej:  Leo Brichta –  Daniel Hodor

Zwycięstwo Brichty przez TKO w 3 rundzie
- Walka w kategorii piórkowej:  Michal Konrád –  Jakub Tichota

Zwycięstwo Tichoty przez poddanie w 3 rundzie
- Walka w kategorii lekkiej:  Martin Horinek –  Marek Kvasnica

Zwycięstwo Kvasnicy przez poddanie w 3 rundzie
- Walka w kategorii półciężkiej:  Jozef Jaloviar –  Jozef Jaloviar

Zwycięstwo Jaloviara przez TKO w 3 rundzie

### Oktagon 16: Ryšavý vs. Paradeiser
Walka Wieczoru
- Walka w kategorii lekkiej:  Karol Ryšavý  –  Ronald Paradeiser

Zwycięstwo Ryšavýego przez poddanie w 1 rundzie
Karta Główna
- Walka w kategorii półśredniej:  Tato Primera –  Gábor Boráros

Zwycięstwo Primery przez TKO w 2 rundzie
- Walka w umownym limicie -74 kg:  Miroslav Brož –  Adam Šindelář

Zwycięstwo Broža przez jednogłośną decyzję sędziów
- Walka kobiet w kategorii koguciej:  Tereza Bledá –  Marie Loiseau

Zwycięstwo Bledy przez TKO w 2 rundzie
- Walka w kategorii lekkiej:  Jakub Dohnal –  Krisztián Simon

Zwycięstwo Dohnala przez jednogłośną decyzję sędziów
- Walka w kategorii średniej:  Jakub Běle –  Tomáš Meliš

Zwycięstwo Běle przez TKO w 2 rundzie
- Walka w kategorii półciężkiej:  Alexander Poppeck –  Csaba Hocz

Zwycięstwo Poppecka przez jednogłośną decyzję sędziów
Karta Wstępna
- Walka w kategorii piórkowej:  Jakub Tichota –  Denis Tripšanský

Zwycięstwo Tichoty przez TKO w 1 rundzie
- Walka kobiet w kategorii słomkowej:  Magdaléna Šormová –   Minna Grusander

Zwycięstwo Šormovej przez jednogłośną decyzję sędziów
- Walka w kategorii średniej:  Zdenek Polivka  –  Branislav Zuzák

Zwycięstwo Polivki przez jednogłośną decyzję sędziów
- Walka w kategorii półciężkiej:  Rafael Xavier –  Michal Plesnik

Zwycięstwo Xaviera przez TKO w 1 rundzie

### Oktagon 17: Kozma vs. Kertész
Walka Wieczoru
- Walka o pas mistrzowski Oktagon MMA w kategorii półśredniej:  David Kozma  –  Máté Kertész

Zwycięstwo Kozmy przez jednogłośną decyzję sędziów
Karta Główna
- Walka w umownym limicie -89 kg:  Karlos Vémola –  Thomas Robertsen

Zwycięstwo Vemoli przez poddanie w 3 rundzie
- Walka w kategorii półśredniej:  Mateusz Strzelczyk  –  Vlasto Čepo

Zwycięstwo Strzelczyka przez poddanie w 2 rundzie
- Walka w kategorii półśredniej:  Andrej Kalašnik –  Ole-Jørgen Mandt Johnsen

Zwycięstwo Kalasnika przez TKO w 1 rundzie
- Walka w kategorii piórkowej:  Štepán Guba –  Matěj Kuzník

Zwycięstwo Kuznika przez TKO w 2 rundzie
Karta Wstępna
- Walka w kategorii piórkowej:  Tomáš Linh Le Sy –  Abdelmoumen Mssaate

Zwycięstwo Mssaate przez poddanie w 2 rundzie
- Walka w kategorii średniej:  Petr Bartoněk –  Pavel Salčák

Zwycięstwo Salčáka przez poddanie w 1 rundzie

### Oktagon 18: Wittner vs. Pukač
Walka Wieczoru
- Walka w kategorii półśredniej:  Jozef Wittner –  Robert Pukač

Zwycięstwo Wittnera przez TKO w 3 rundzie
Karta Główna
- Walka kobiet w limicie -59 kg:  Anželika Petkevičiūtė –  Lucia Szabová

Zwycięstwo Szabovej przez poddanie w 1 rundzie
- Walka w kategorii ciężkiej:  Daniel Dittrich –  Kamil Minda

Zwycięstwo Mindy przez TKO w 1 rundzie
- Walka w kategorii półśredniej:  Jan Fajk –  Michal Duba

Zwycięstwo Fajka przez poddanie w 1 rundzie
Karta Wstępna
- Walka w kategorii półśredniej:  Leo Brichta –  Mateusz Makarowski

Zwycięstwo Brichty przez poddanie w 1 rundzie
- Walka w kategorii półciężkiej:  Matěj Peňáz –  Patrik Jevicky

Zwycięstwo Peňáza przez TKO w 1 rundzie
- Walka w kategorii półśredniej:  Václav Holota –  Said Elderbiev

Zwycięstwo Holoty przez TKO w 1 rundzie
- Walka w kategorii ciężkiej:  Melvin Mane –  Robin Fošum

Zwycięstwo Fošuma przez TKO w 1 rundzie
- Walka w umownym limicie -69 kg:  Pavel Hvězda –  Igor Lukačovič

Zwycięstwo Hvězdy przez TKO w 2 rundzie
- Walka w umownym limicie -72 kg:  Peter Gabal –  Martin Mucha

Zwycięstwo Gabala przez poddanie w 2 rundzie

### Oktagon 19: Vémola vs. Mikulášek
Walka Wieczoru
- Walka w kategorii średniej:  Karlos Vémola –  Václav Mikulášek

Zwycięstwo Vemoli przez poddanie w 1 rundzie
Karta Główna
- Walka kobiet w kategorii koguciej:  Lucie Pudilová –  Cornelia Holm

Zwycięstwo Pudilovej przez jednogłośną decyzję sędziów
- Walka w kategorii średniej:  Mateusz Strzelczyk –  Samuel Krištofič

Zwycięstwo Krištofičia przez TKO w 2 rundzie
- Walka w kategorii półśredniej:  Andrej Kalašnik –  Tato Primera

Zwycięstwo Primery przez jednogłośną decyzję sędziów
- Walka w kategorii koguciej:  Javid Basharat –  Aleksandr Bezkorovainiy

Zwycięstwo Basharata przez poddanie w 2 rundzie
- Walka w kategorii średniej:  Pavel Salčák –  Filip Tomczak

Remis
Karta Wstępna
- Walka w kategorii średniej:  Matúš Juráček –  Jan Široký

Zwycięstwo Juráčka przez TKO w 3 rundzie
- Walka w umownym limicie 69 kg:  Marek Bartl –  Matěj Kuzník

Zwycięstwo Kuznika przez jednogłośną decyzję sędziów
- Walka w umownym limicie 67 kg:  Filip Macek –  Jerry Kvarnstrom

Zwycięstwo Macka przez poddanie w 2 rundzie
- Walka w kategorii średniej:  Lukáš Tvrdý –  Michal Glos

Zwycięstwo Glosa przez poddanie w 1 rundzie

### Oktagon 20: Vémola vs. Lohoré
Walka Wieczoru:
- Walka o pas mistrzowski Oktagon MMA w kategorii średniej:  Karlos Vémola –  Alex Lohoré

Zwycięstwo Vemoli przez jednogłośną decyzję sędziów
Karta Główna
- Walka w kategorii półciężkiej:  Ildemar Alcântara –  Viktor Pešta

Zwycięstwo Pesty przez TKO w 1 rundzie
- Walka w kategorii średniej:  David Hošek –  Milan Ďatelinka

Zwycięstwo Datelinki przez poddanie w 1 rundzie
- Walka w kategorii lekkiej:  Leo Brichta –  Matouš Kohout

Zwycięstwo Brichty przez poddanie w 1 rundzie
- Walka w umownym limicie -73 kg:  Miroslav Brož –  Jan Malach

Zwycięstwo Malacha przez niejednogłośną decyzję sędziów
- Walka w kategorii lekkiej:  Roman Paulus –  Tomáš Zajac

Zwycięstwo Paulusa przez jednogłośną decyzję sędziów
Karta Wstępna
- Walka w kategorii półśredniej:  Václav Holota –  Christian Jungwirth

Zwycięstwo Jungwirtha przez jednogłośną decyzję sędziów
- Walka kobiet w kategorii słomkowej:  Magdaléna Šormová –  Ewelina Woźniak

Zwycięstwo Woźniak przez jednogłośną decyzję sędziów
- Walka w kategorii półciężkiej:  Daniel Škvor –  Oumar Sy

Zwycięstwo Sy przez poddanie w 2 rundzie
- Walka w kategorii lekkiej:  Tomáš Fiala  –  Said Elderbiev

Zwycięstwo Fiali przez TKO w 1 rundzie
- Walka w kategorii półśredniej:  Jan Fajk  –  Daniel Hromek

Zwycięstwo Fajka przez jednogłośną decyzję sędziów

### Oktagon 21: Paradeiser vs. Buchinger
Walka Wieczoru:
- Walka o pas mistrzowski Oktagon MMA w kategorii lekkiej:  Ronald Paradeiser –  Ivan Buchinger

Zwycięstwo Buchingera przez poddanie w 1 rundzie
Karta Główna
- Walka w umownym limicie umownym –79 kg:  Leandro Silva –  Alex Lohoré

Zwycięstwo Silvy przez niejednogłośną decyzję sędziów
- Walka kobiet w kategorii koguciej:  Lucie Pudilová –  Marta Waliczek

Zwycięstwo Pudilovej przez niejednogłośną decyzję sędziów
- Walka w kategorii lekkiej:  Karol Ryšavý –  Miroslav Štrbák

Zwycięstwo Strbaka przez jednogłośną decyzję sędziów
- Walka w kategorii półśredniej:  Matúš Juráček –  Gábor Boráros

Zwycięstwo Juraceka przez jednogłośną decyzję sędziów
- Walka kobiet w kategorii koguciej:  Rizlen Zouak –  Lucia Szabová

Zwycięstwo Szabovej przez poddanie w 1 rundzie
Karta Wstępna
- Walka w kategorii koguciej:  Kostadin Enev –  Filip Macek

Zwycięstwo Maceka przez TKO w 1 rundzie
- Walka w kategorii półśredniej:  Christian Jungwirth –  Máté Kertész

Zwycięstwo Kertesza przez niejednogłośną decyzję sędziów
- Walka w kategorii średniej:  Matěj Peňáz –  Romain Debienne

Zwycięstwo Peňáza przez TKO w 1 rundzie
- Walka kobiet w kategorii muszej:  Tereza Bledá –  Judyta Rymarzak

Zwycięstwo Bledy przez poddanie w 1 rundzie
- Walka w kategorii średniej:  Michal Glos –  Branislav Zuzák

Zwycięstwo Zuzáka przez jednogłośną decyzję sędziów
- Walka w kategorii piórkowej:  Michal Konrád –  Michal Konrád

Zwycięstwo Konrada przez poddanie w 1 rundzie

### Oktagon Underground: Last Man Standing
Walka wieczoru
- Walka semi-pro w kategorii średniej:  Andy Čehovský –  Teo Mikelić

Zwycięstwo Mikelicia przez jednogłośną decyzję sędziów
Karta Główna
- Walka semi-pro w kategorii lekkiej:  Vaclav Sivak –  Bailey Sugden

Zwycięstwo Sivaka przez jednogłośną decyzję sędziów
- Walka semi-pro kobiet w kategorii słomkowej:  Viktorie Bulínová –  Klara Strnadova

Zwycięstwo Stranadovej przez jednogłośną decyzję sędziów
- Walka semi-pro w kategorii lekkiej:  Jan Patjas –  Andrej Simkulic

Zwycięstwo Simkulicia przez jednogłośną decyzję sędziów
- Walka semi-pro w kategorii średniej:  Sebastian Fapšo –  Matej Kozubovský

Zwycięstwo Fapšo przez jednogłośną decyzję sędziów
Karta Wstępna
- Walka semi-pro w kategorii ciężkiej:  Tomáš Hron –  Strahinja Mitric

Zwycięstwo Mitricia przez jednogłośną decyzję sędziów
- Walka semi-pro w kategorii średniej:  Igor Daniš –  Vladimír Moravčík

Zwycięstwo Moravcika przez TKO w 1 rundzie
- Walka semi-pro w kategorii lekkiej:  Ladislav Krištúfek –  Štefan Mészáros

Zwycięstwo Krištúfeka przez jednogłośną decyzję sędziów
- Walka semi-pro w kategorii lekkiej:  Michal Krčmář –  Tomáš Peleška

Zwycięstwo Peleški przez jednogłośną decyzję sędziów

### Oktagon 22: Vémola vs. Ďatelinka
Walka Wieczoru:
- Walka o pas mistrzowski Oktagon MMA w kategorii półciężkiej:  Karlos Vémola –  Milan Ďatelinka

Zwycięstwo Vemoli przez poddanie w 1 rundzie
Karta Główna
- Walka kobiet w kategorii koguciej:  Lucie Pudilová –  Maiju Suotama

Zwycięstwo Pudilovej przez jednogłośną decyzję sędziów
- Walka w kategorii półśredniej:  Tato Primera –  Alex Lohoré

Zwycięstwo Lohoré przez jednogłośną decyzję sędziów
- Walka kobiet w kategorii koguciej:  Cristina Netza –  Lucia Szabová

Zwycięstwo Szabovej przez KO w 1 rundzie
- Walka w kategorii lekkiej:  Tomáš Fiala –  Ondřej Petrášek

Zwycięstwo Petraseka przez TKO w 2 rundzie
- Walka w kategorii średniej:  Ondřej Raška –  Pavel Salčák

Zwycięstwo Raski przez jednogłośną decyzję sędziów
Karta Wstępna
- Walka w kategorii półśredniej:  Jan Malach –  Robert Pukač

Zwycięstwo Pukaca przez poddanie w 1 rundzie
- Walka w kategorii lekkiej:  Marek Bartl –  Michal Mokrý

Zwycięstwo Bartla przez jednogłośna decyzję sędziów
- Walka w kategorii średniej:  Zdenek Polivka –  Filip Tomczak

Zwycięstwo Polivki przez jednogłośną decyzję sędziów
- Walka w kategorii piórkowej:  Tadeáš Růžička –  Dawid Kareta

Zwycięstwo Karety przez jednogłośną decyzję sędziów

### Oktagon 23: Kníže vs. Fusi
Walka Wieczoru:
- Walka w umownym limicie –80 kg:  Petr Kníže –  Andrea Fusi

Zwycięstwo Knize przez poddanie w 1. rundzie
Karta Główna
- Walka w kategorii półśredniej:  Kaik Brito –  Robert Bryczek

Zwycięstwo Brito przez TKO w 1. rundzie
- Walka w umownym limicie –72 kg:  Leo Brichta –  Kirill Medvedovski

Zwycięstwo Brichty przez TKO w 1 rundzie
- Walka w kategorii muszej kobiet:  Karoline Martins –  Tereza Bledá

Zwycięstwo Bledy przez jednogłośną decyzję sędziów
- Walka w kategorii średniej:  Václav Mikulášek –  Thomas Robertsen

Zwycięstwo Robertsena przez TKO w 2 rundzie
- Walka w kategorii ciężkiej:  Kerisson Leal –  Kamil Minda

Zwycięstwo Mindy przez większościową decyzję sędziów
Karta Wstępna
- Walka w kategorii lekkiej:  Matěj Kuzník –  Karol Ryšavý

Zwycięstwo Ryšavý przez poddanie  w 1. rundzie
- Walka w kategorii półśredniej:  Máté Kertész –  Bruno Carvalho

Zwycięstwo Kertésza przez jednogłośną decyzję sędziów
- Walka w kategorii półśredniej:  Andrej Kalašnik –  Tomáš Bolo

Zwycięstwo Kalašnika przez jednogłośną decyzję sędziów
- Walka w kategorii słomkowej kobiet:  Ewelina Woźniak –  Elizabeth Rodrigues

Zwycięstwo Woźniak przez poddanie w 1. rundzie
- Walka w kategorii lekkiej:  Matouš Kohout –  Jan Široký

Zwycięstwo Khouta przez niejednogłośną decyzję sędziów
- Walka w kategorii półciężkiej:  Rafael Xavier –  Csaba Hocz

Zwycięstwo Xaviera przez TKO  w 1. rundzie
- Walka w kategorii piórkowej:  Michal Konrád –  Roman Paulus

Zwycięstwo Konráda przez jednogłośną decyzję sędziów

### Oktagon 24: Kozma vs. Silva
Walka Wieczoru:
- Walka o pas mistrzowski Oktagon MMA w kategorii półśredniej:  David Kozma –  Leandro Silva

Zwycięstwo Kozmy przez jednogłośną decyzję sędziów
Karta Główna
- Walka w kategorii półciężkiej:  Viktor Pešta –  Riccardo Nosiglia

Zwycięstwo Pesty przez TKO w 2 rundzie
- Walka w kategorii średniej:  Marcin Naruszczka –  Eric Spicely

Zwycięstwo Naruszczki przez TKO w 2 rundzie
- Walka w kategorii koguciej:  Filip Macek –  Luca Iovine

Zwycięstwo Maceka przez poddanie w 3 rundzie
Karta Wstępna
- Walka w kategorii średniej:  David Hošek –  Oleg Nagorny

Zwycięstwo Hoseka przez TKO w 2 rundzie
- Walka w kategorii półśredniej:  Miroslav Brož –  Christian Jungwirth

Zwycięstwo Broza przez jednogłośną decyzję sędziów
- Walka w kategorii półciężkiej:  Jorick Montagnac –  Jozef Jaloviar

Zwycięstwo Montagnaca przez jednogłośną decyzję sędziów
- Walka w kategorii półciężkiej:  Abdoul Sow –  Robin Fošum

Zwycięstwo Fosuma przez TKO w 1 rundzie
- Walka w kategorii średniej:  Matěj Peňáz –  Carlos Graca

Zwycięstwo Penaza przez TKO w 1 rundzie

### Oktagon 25: Buday vs. Minda
Walka Wieczoru:
- Walka o pas mistrzowski Oktagon MMA w kategorii ciężkiej:  Martin Buday –  Kamil Minda

Zwycięstwo Budaya przez TKO w 2 rundzie
Karta Główna
- Walka w kategorii lekkiej:  Marek Bartl –  Karol Ryšavý

Zwycięstwo Ryšavý przez jednogłośną decyzję sędziów
- Walka w kategorii półśredniej:  Emmanuel Dawa –  Bojan Veličković

Zwycięstwo Veličkovicia przez TKO w 1 rundzie
- Walka w kategorii średniej:  Samuel Krištofič –  Al Amatavao

Zwycięstwo Krištoficia przez jednogłośną decyzję sędziów
- Walka w kategorii słomkowej kobiet:  Giulia Chinello –  Monika Chochlíková

Zwycięstwo Chochlíkovej przez jednogłośną decyzję sędziów
Karta Wstępna
- Walka w kategorii lekkiej:  Ronald Paradeiser  –  Arda Adas

Zwycięstwo Paradeisera przez jednogłośną decyzję sędziów
- Walka w kategorii średniej:  Abdel Rahmane Driai –  Zdenek Polivka

Zwycięstwo Driaia przez jednogłośną decyzję sędziów
- Walka kobiet w kategorii koguciej:  Marta Waliczek –  Rizlen Zouak

Zwycięstwo Waliczek przez jednogłośną decyzję sędziów
- Walka w kategorii lekkiej:  Tomáš Fiala –  František Fodor

Zwycięstwo Fodora przez TKO w 1 rundzie
- Walka w kategorii półśredniej:  Václav Holota –  Daniel Hromek

Zwycięstwo Holoty przez jednogłośną decyzję sędziów
- Walka w kategorii lekkiej:  Jakub Bahník –  Ron Becker

Zwycięstwo Bahnika przez TKO w 1 rundzie

### Oktagon 26: Naruszczka vs. Krištofič
Walka Wieczoru:
- Walka o tymczasowy pas mistrzowski Oktagon MMA w kategorii średniej:  Marcin Naruszczka –  Samuel Krištofič

Zwycięstwo Krištofičia przez jednogłośną decyzję sędziów
Karta Główna
- Walka kobiet w kategorii koguciej:  Talita Bernardo –  Lucie Pudilová

Zwycięstwo Bernardo przez jednogłośną decyzję sędziów
- Walka w kategorii półśredniej:  Matúš Juráček –  Tato Primera

Zwycięstwo Juráčka przez niejednogłośną decyzję sędziów
- Walka kobiet w kategorii koguciej:  Lucia Szabová –  Cornelia Holm

Zwycięstwo Szabovej przez jednogłośną decyzję sędziów
- Walka w kategorii półciężkiej:  Vlado Neferanović –  Miloš Petrášek

Zwycięstwo Petráška przez poddanie w 1 rundzie
Karta Wstępna
- Walka w kategorii koguciej:  Farid Basharat –  Janne Elonen–Kulmala

Zwycięstwo Basharata przez poddanie w 1 rundzie
- Walka kobiet w kategorii muszej:  Edna Oliveira –  Tereza Bledá

Zwycięstwo Bledy przez poddanie w 1 rundzie
- Walka w kategorii półśredniej:  Felix Klinkhammer –  Anatoly Tarasenko

Zwycięstwo Klinkhammera przez  jednogłośną decyzję sędziów
- Walka kobiet w kategorii słomkowej:  Magdaléna Šormová –  Chiara Penco

Zwycięstwo Šormovej przez poddanie w 1 rundzie
- Walka w kategorii średniej:  Daniel Brunclík –  Ondřej Raška

Zwycięstwo Raški przez jednogłośną decyzję sędziów
- Walka w kategorii piórkowej:  Peter Gabal –  Dawid Kareta

Zwycięstwo Karety przez jednogłośną decyzję sędziów
- Walka w kategorii lekkiej:  Daniel Škvor –  Ilya Lupinov

Zwycięstwo Škvora przez TKO w 1 rundzie

### Oktagon 27: Buchinger vs. Barborík
Walka Wieczoru:
- Walka w kategorii piórkowej:  Ivan Buchinger –  Vojto Barborík

Zwycięstwo Buchingera przez jednogłośną decyzję sędziów
Karta Główna
- Walka w kategorii półśredniej:  Máté Kertész –  Robert Pukač

Zwycięstwo Kertésza przez jednogłośną decyzję sędziów
- Walka w kategorii półśredniej:  Mickael Lebout –  Gábor Boráros

Zwycięstwo Lebouta przez jednogłośną decyzję sędziów
- Walka w kategorii półśredniej:  Carlo Prater –  Bojan Veličković

Zwycięstwo Veličkovicia przez TKO w 1 rundzie
- Walka w kategorii półśredniej:  Vlasto Čepo  –  Milos Kostić

Zwycięstwo  Čepo przez TKO w 1 rundzie
Karta Wstępna
- Walka w kategorii koguciej:  Jonas Mågård –  Elnur Veliev

Zwycięstwo Mågårda przez poddanie w 2 rundzie
- Walka w kategorii piórkowej:  Szymon Rakowicz  –  Roman Paulus

Zwycięstwo Paulusa przez większościową decyzję sędziów
- Walka w umownym limicie –88 kg:  Michal Plesnik –  Matej Šurin

Zwycięstwo Šurina przez jednogłośną decyzję sędziów
- Walka w kategorii ciężkiej:  Štefan Vojčák  –  Andrii Ogol

Zwycięstwo Vojčáka przez TKO w 1 rundzie

### Oktagon 28: Pešta vs. Pütz
Walka Wieczoru:
- Walka o pas mistrzowski Oktagon MMA w kategorii półciężkiej:  Viktor Pešta –  Stephan Pütz

Zwycięstwo Pesty przez TKO w 3 rundzie
Karta Główna
- Walka w kategorii półśredniej:  Kaik Brito –  Petr Kníže

Zwycięstwo Kníže przez niejednogłośną decyzję sędziów
- Walka w kategorii lekkiej:  Leo Brichta –  Damien Lapilus

Zwycięstwo Brichty przez TKO w 2 rundzie
- Walka w kategorii półśredniej:  Miroslav Brož –  Emmanuel Dawa

Zwycięstwo Broža przez poddanie w 1 rundzie
- Walka w kategorii półśredniej:  Andrej Kalašnik –  Christian Jungwirth

Zwycięstwo Kalašnika przez poddanie w 1 rundzie
- Walka w umownym limicie –86 kg:  David Hošek –  Marcin Naruszczka

Zwycięstwo Hoška przez TKO w 2 rundzie
Karta Wstępna
- Walka w kategorii średniej:  Matěj Peňáz –  Mateusz Strzelczyk

Zwycięstwo Peňáza przez KO w 1 rundzie
- Walka w kategorii lekkiej:  David Moon  –  Matěj Kuzník

Zwycięstwo Moona przez KO w 1 rundzie
- Walka w kategorii piórkowej:  Michal Konrád –  David Martinik

Zwycięstwo Konráda przez jednogłośną decyzję sędziów
- Walka w kategorii średniej:  Zdenek Polivka –  Eric Spicely

Zwycięstwo Polivki przez TKO w 1 rundzie
- Walka w kategorii piórkowej:  Jakub Tichota –  Risto Dimitrov

Zwycięstwo Tichoty przez TKO w 1 rundzie
- Walka w kategorii piórkowej:  Vladimír Lengál –  Lubos Lesak

Zwycięstwo Lesaka przez niejednogłośną decyzję sędziów

### Oktagon Prime 4: Macek vs. Mågård
Walka Wieczoru:
- Walka w kategorii koguciej:  Filip Macek –  Jonas Mågård

Zwycięstwo Mågårda przez jednogłośną decyzję sędziów
Karta Główna
- Walka kobiet w kategorii koguciej:  Lucie Pudilová –  Marta Waliczek

Zwycięstwo Pudilovej przez niejednogłośną decyzję sędziów
- Walka w kategorii półśredniej:  Zdenek Polivka –  Robert Bryczek

Zwycięstwo Polivky przez jednogłośną decyzję sędziów
- Walka w kategorii półciężkiej:  Rafael Xavier –  Jose Daniel Toledo Canellas

Zwycięstwo Xaviera przez TKO w 2 rundzie
- Walka w kategorii lekkiej:  Miloš Janičić –  Jaroslav Pokorný

Zwycięstwo Janičicia przez poddanie w 3 rundzie
Karta Wstępna
- Walka w kategorii lekkiej:  Matouš Kohout –  František Fodor

Zwycięstwo Kohouta przez TKO w 2 rundzie
- Walka w kategorii półciężkiej:  Jorick Montagnac –  Pavol Langer

Zwycięstwo Montagnac przez jednogłośną decyzję sędziów
- Walka kobiet w kategorii koguciej:  Priscila de Souza –  Olga Rubin

Zwycięstwo Rubin przez niejednogłośną decyzję sędziów
- Walka w kategorii lekkiej:  Jakub Bahník –  Ashleigh Grimshaw

Zwycięstwo Bahníka przez KO w 1 rundzie
- Walka w kategorii półśredniej:  Václav Holota –  Cristian Valencia

Zwycięstwo Holoty przez poddanie w 3 rundzie

### Oktagon 29: Kozma vs. Veličković
Walka Wieczoru:
- Walka o pas mistrzowski Oktagon MMA w kategorii półśredniej:  David Kozma –  Bojan Veličković

Zwycięstwo Kozmy przez TKO w 4 rundzie
Karta Główna
- Walka w kategorii lekkiej:  Losene Keita –  Karol Ryšavý

Zwycięstwo Keity przez KO w 1 rundzie
- Walka w umownym limicie umownym –80 kg:  Ioannis Palaiologos –  Christian Eckerlin

Zwycięstwo Eckerlina przez poddanie w 1 rundzie
- Walka w kategorii lekkiej:  Matěj Kuzník –  Krisztián Simon

Zwycięstwo Kuzníka przez jednogłośną decyzję sędziów
- Walka w kategorii średniej:  Pavel Salčák –  Al Amatavao

Zwycięstwo Amatavao przez TKO w 2 rundzie
Karta Wstępna
- Walka w kategorii lekkiej:  Marek Bartl –  Jan Široký

Zwycięstwo Sirokýego przez jednogłośną decyzję sędziów
- Walka w kategorii średniej:  Jakub Běle –  Marcin Naruszczka

Zwycięstwo Naruszczki przez jednogłośną decyzję sędziów
- Walka w kategorii lekkiej:  Jan Malach –  Arda Adas

Zwycięstwo Adasa przez poddanie w 3 rundzie
- Walka w kategorii ciężkiej:  Daniel Dittrich –  Thomas Narmo

Zwycięstwo Dittricha przez TKO w 1 rundzie
- Walka w kategorii półśredniej:  Omar Jesus Santana –  Arthur Karavaev

Zwycięstwo Karavaeva przez jednogłośną decyzję sędziów
- Walka w kategorii piórkowej:  Peter Gabal –  Roman Paulus

Zwycięstwo Paulusa przez TKO w 3 rundzie

### Oktagon 30: Bledá vs. Lima
Walka Wieczoru:
- Walka o pas mistrzowski Oktagon MMA w kategorii muszej kobiet:  Tereza Bledá –  Mabelly Lima

Zwycięstwo Bledy przez TKO w 1 rundzie
Karta Główna
- Walka w kategorii średniej:  Matěj Peňáz –  Cheick Kone

Zwycięstwo Peňáza przez KO w 3 rundzie
- Walka w kategorii ciężkiej:  Daniel Dittrich –  Tadej Dajčman

Zwycięstwo Dajčman przez poddanie w 1 rundzie
- Walka w kategorii półśredniej:  Matúš Juráček  –  Robert Pukač

Zwycięstwo Juráčka przez jednogłośną decyzję sędziów
Karta Wstępna
- Walka w kategorii piórkowej:  Jakub Tichota –  Dawid Kareta

Zwycięstwo Tichoty przez jednogłośną decyzję sędziów
- Walka w kategorii półśredniej:  Emmanuel Dawa  –  Mateusz Strzelczyk

Zwycięstwo Strzelczyka przez poddanie w 1 rundzie
- Walka w kategorii półciężkiej:  Jhonathan Azevedo –  Daniel Škvor

Zwycięstwo Škvora przez TKO w 1 rundzie
- Walka w kategorii piórkowej:  Mate Sanikidze  –  Aleksandr Kolontay

Zwycięstwo Sanikidze przez jednogłośną decyzję sędziów
- Walka w umownym limicie –86 kg:  Michal Plesnik –  Vito Špic

Zwycięstwo Plesnika przez TKO w 1 rundzie

### Oktagon 31: Krištofič vs. Kincl
Walka Wieczoru:
- Walka o pas mistrzowski Oktagon MMA w kategorii średniej:  Samuel Krištofič –  Patrik Kincl

Zwycięstwo Kincla przez jednogłośną decyzję sędziów
Karta Główna
- Walka w umownym limicie -69 kg:  Losene Keita –  Ronald Paradeiser

Zwycięstwo Keity przez jednogłośną decyzję sędziów
- Walka w kategorii średniej:  Zdenek Polivka –  Alex Lohoré

Zwycięstwo Lohoré przez TKO w 1 rundzie
- Walka w kategorii średniej:  Alexandre Silva  –  Vlasto Čepo

Zwycięstwo Čepo przez TKO w 1 rundzie
Karta Wstępna
- Walka w kategorii lekkiej:  Jakub Bahník  –  Jay Cucciniello

Zwycięstwo Bahníka przez TKO w 1 rundzie
- Walka w kategorii średniej:  Jakub Běle –  Naglis Kanišauskas

Zwycięstwo Kanišauskasa przez TKO w 1 rundzie
- Walka w kategorii półśredniej:  Max Handanagić –  Denis Farkaš

Zwycięstwo Handanagicia przez  TKO w 3 rundzie
- Walka w umownym limicie –73 kg:  Vladimír Lengál  –  Michal Nepraš

Zwycięstwo Lengál  przez TKO w 3 rundzie
- Walka w umownym limicie –74 kg:  Michael Deiga–Scheck  –  Radek Roušal

Zwycięstwo  Deiga–Scheck przez jednogłośną decyzję sędziów
- Walka w kategorii lekkiej:  Luděk Greguš –  Marek Luštiak

Zwycięstwo Greguša przez TKO w 2 rundzie

### Oktagon Prime 5: Kertész vs. Veličković
Walka Wieczoru:
- Walka w kategorii półśredniej:  Máté Kertész –  Bojan Veličković

Zwycięstwo Velickovicia przez jednogłośną decyzję sędziów
Karta Główna
- Walka w kategorii lekkiej:  Karol Ryšavý –  Ebrahim Hosseinpour

Zwycięstwo Ryšavýego przez TKO w 3 rundzie
- Walka w kategorii półciężkiej:  Rafael Xavier –  Marcin Łazarz

Zwycięstwo Xaviera przez jednogłośną decyzję sędziów
- Walka w kategorii półśredniej:  Kaik Brito  –  Andrej Kalašnik

Zwycięstwo Brito przez TKO w 1 rundzie
- Walka w kategorii lekkiej:  Matouš Kohout –  Arda Adas

Zwycięstwo Kohouta przez TKO w 2 rundzie
- Walka w kategorii piórkowej:  David Moon –  Mate Sanikidze

Zwycięstwo Sanikidze przez jednogłośną decyzję sędziów
Karta Wstępna
- Walka w kategorii półśredniej:  Christian Jungwirth –  Robert Pukač

Zwycięstwo Jungwitha przez TKO w 2 rundzie
- Walka w kategorii piórkowej:  Jakub Tichota –  Janne Elonen–Kulmala

Zwycięstwo Tichoty  przez jednogłośną decyzję sędziów
- Walka w kategorii półciężkiej:  Jose Daniel Toledo Canellas –  Panagiotis Stroumpoulis

Zwycięstwo Canellasa  przez jednogłośną decyzję sędziów
- Walka w umownym limicie –68 kg:  Karol Kutyła –  Roman Paulus

Zwycięstwo Paulusa przez jednogłośną decyzję sędziów
- Walka w kategorii średniej:  Carlos Graca –  Michal Plesnik

Zwycięstwo Gracy przez jednogłośną decyzję sędziów

### Oktagon 32: Kozma vs. Kníže
Walka Wieczoru:
- Walka o pas mistrzowski Oktagon MMA w kategorii półśredniej:  David Kozma –  Petr Kníže

Zwycięstwo Kozmy przez jednogłośną decyzję sędziów
Karta Główna
- Walka w kategorii średniej:  Václav Mikulášek –  Tomáš Bolo

Zwycięstwo Bolo przez poddanie w 1 rundzie
- Walka kobiet w kategorii koguciej:  Carol Yariwaki –  Lucie Pudilová

Zwycięstwo Pudilovej przez jednogłośną decyzję sędziów
- Walka w kategorii średniej:  Matěj Peňáz –  Gianni Melillo

Zwycięstwo Peňáza przez jednogłośną decyzję sędziów
- Walka w kategorii ciężkiej:  Thomas Narmo –  Jeremy Kimball

Zwycięstwo Kimballa przez TKO w 1 rundzie
- Walka w kategorii półciężkiej:  Daniel Škvor  –  Pavol Langer

Zwycięstwo Škvora przez jednogłośną decyzję sędziów
Karta Wstępna
- Walka w kategorii półśredniej:  Christian Jungwirth  –  Mateusz Strzelczyk

Zwycięstwo Jungwirtha przez TKO w 1 rundzie
- Walka w kategorii koguciej:  Filip Macek –  Ramon Martinez

Zwycięstwo Macka przez poddanie w 1 rundzie
- Walka w kategorii ciężkiej:  Kamil Minda  –  Tadej Dajčman

Zwycięstwo Dajčmana przez jednogłośną decyzję sędziów
- Walka w kategorii lekkiej:  Jakub Dohnal –  Iamik Furtado

Zwycięstwo Dohnala przez większościową decyzję sędziów
- Walka w kategorii słomkowej kobiet:  Alessandra Pajuelo –  Monika Chochlíková

Zwycięstwo Chochlíkovej przez jednogłośną decyzję sędziów

### Oktagon 33: Buchinger vs. Keita
Walka Wieczoru:
- Walka o pas mistrzowski Oktagon MMA w kategorii lekkiej:  Ivan Buchinger –  Losene Keita

Zwycięstwo Keity przez TKO w 1 rundzie
Karta Główna
- Walka w kategorii półciężkiej:  Stephan Pütz –  Martin Zawada

Zwycięstwo Pütza przez jednogłośną decyzję sędziów
- Walka w kategorii półśredniej:  Selim Topuz –  Hassan Shaaban

Zwycięstwo Topuza przez jednogłośną decyzję sędziów
- Walka w kategorii półśredniej:  Christian Eckerlin –  Denilson Neves de Oliveira

No contest (Zmiana werdyktu, początkowo zwycięstwo Eckerlina przez TKO w 1 rundzie)
- Walka w kategorii półciężkiej:  Karlos Vémola –  Michał Pasternak

Zwycięstwo Vémoli przez poddanie w 1 rundzie
- Walka w kategorii półśredniej:  Erhan Kartal –  David Zawada

Zwycięstwo Zawady przez TKO w 1 rundzie
Karta Wstępna
- Walka w kategorii półśredniej:  Ivica Trušček –  Christian Jungwirth

Zwycięstwo Jungwirtha przez TKO w 2 rundzie
- Walka w kategorii średniej:  Zdenek Polivka –  Cheick Kone

Zwycięstwo Polivki przez TKO w 3 rundzie
- Walka w kategorii ciężkiej:  Kerisson Leal de Rezende –  Hatef Moeil

Zwycięstwo Moeila przez TKO w 3 rundzie
- Walka w kategorii piórkowej:  Ahmed Vila –  Jaroslav Pokorný

Zwycięstwo Vili przez jednogłośną decyzję sędziów
- Walka w kategorii ciężkiej:  Donald Ćosic –  Adam Pałasz

Zwycięstwo Pałasza przez TKO w 1 rundzie
- Walka w kategorii półśredniej:  Endrit Brajshori –  Jamie Cordero

Zwycięstwo Cordero przez jednogłośną decyzję sędziów
- Walka w kategorii koguciej:  Michael Deiga–Scheck –  Cory Tait

Zwycięstwo Deigi–Schecka przez niejednogłośną decyzję sędziów

### Oktagon 34: Vémola vs. Ilić
Walka Wieczoru:
- Walka o pas mistrzowski Oktagon MMA w kategorii półciężkiej:  Karlos Vémola –  Aleksandar Ilić

Zwycięstwo Vemoli przez poddanie w 1 rundzie
Karta Główna
- Walka w kategorii lekkiej:  Matouš Kohout –  Mateusz Legierski

Zwycięstwo Legierskiego przez poddanie w 3 rundzie
- Walka w kategorii półśredniej:  Vladislav Kanchev –  Máté Kertész

Zwycięstwo Kertésza przez jednogłośną decyzję sędziów
- Walka w kategorii piórkowej:  Dawid Kareta –  Roman Paulus

Zwycięstwo Paulusa przez jednogłośną decyzję sędziów
- Walka w kategorii lekkiej:  Tomáš Fiala –  Jan Široký

Zwycięstwo Širokýego przez TKO w 3 rundzie
Karta Wstępna
- Walka w kategorii półciężkiej:  Daniel Škvor –  Panagiotis Stroumpoulis

Zwycięstwo Škvora przez TKO w 1 rundzie
- Walka w kategorii piórkowej:  David Moon –  Michal Konrád

Zwycięstwo Moona przez TKO w 1 rundzie
- Walka w kategorii średniej:  Michal Kotalík –  Ole Magnor

Zwycięstwo Magnora przez poddanie w 2 rundzie
- Walka w kategorii koguciej:  Filip Macek –  Mikael Silander

Zwycięstwo Macka przez poddanie w 1 rundzie
- Walka kobiet w kategorii koguciej:  Cornelia Holm –  Róża Gumienna

Zwycięstwo Holm przez jednogłośną decyzję sędziów
- Walka w kategorii półśredniej:  Max Handanagić –  Václav Holota

Zwycięstwo Holoty przez poddanie w 1 rundzie
- Walka w kategorii lekkiej:  Martin Pipek–  Simeon Kapuya

Zwycięstwo Kapuyi przez TKO w 1 rundzie

### Oktagon 35: Kincl vs. Lohoré
Walka Wieczoru:
- Walka o pas mistrzowski Oktagon MMA w kategorii średniej:  Patrik Kincl –  Alex Lohoré

Zwycięstwo Kincla przez TKO w 1 rundzie
Karta Główna
- Walka w kategorii lekkiej:  František Fodor –  Karol Ryšavý

Zwycięstwo Ryšavýego przez TKO w 1 rundzie
- Walka w kategorii półśredniej:  Joel dos Santos –  Andrej Kalašnik

Zwycięstwo Kalašnika przez jednogłosna decyzje sędziów
- Walka w kategorii piórkowej:  David Moon –  Jakub Dohnal

Zwycięstwo Dohnala przez niejednogłośną decyzję sędziów
- Walka w kategorii półśredniej:  Tomáš Bolo –  Robert Pukač

Zwycięstwo Pukača przez jednogłośną decyzję sędziów
- Walka w kategorii lekkiej:  Iamik Furtado –  Ronald Paradeiser

Zwycięstwo Paradeisera przez jednogłośną decyzję sędziów
Karta Wstępna
- Walka w kategorii średniej:  Ziko Makengele –  Marek Mazuch

Zwycięstwo Mazucha przez poddanie w 1 rundzie
- Walka w kategorii półśredniej:  James Lewis –  Selim Topuz

Zwycięstwo Topuza przez poddanie w 1 rundzie
- Walka w kategorii średniej:  Adam Raiter –  Nathan Christian Dzaba

Zwycięstwo Dzaby przez TKO w 1 rundzie
- Walka w kategorii średniej:  Radovan Úškrt –  Denis Kurdinov

Zwycięstwo Úškrta przez TKO w 1 rundzie
- Walka w kategorii półciężkiej:  Edilson França –  Jan Gottvald

Zwycięstwo Gottvalda przez jednogłośną decyzję sędziów

### Oktagon 36: Eckerlin vs. de Oliveira 2
Walka Wieczoru:
- Walka w umownym limicie -82 kg:  Christian Eckerlin –  Denilson Neves de Oliveira

Zwycięstwo Eckerlina przez poddanie w 3 rundzie
Karta Główna
- Walka w kategorii ciężkiej:  Hatef Moeil –  Jeremy Kimball

Zwycięstwo Moeila przez TKO w 2 rundzie
- Walka w kategorii półciężkiej:  Miloš Petrášek –  Stephan Pütz

Zwycięstwo Pütza przez jednogłośną decyzję sędziów
- Walka w kategorii półśredniej:  Leandro Silva –  Bojan Veličković

Zwycięstwo Silvy przez niejednogłośną decyzję sędziów
- Walka w kategorii średniej:  Zdenek Polivka –  Samuel Krištofič

Zwycięstwo Krištoficia przez jednogłośną decyzję sędziów
- Walka w kategorii półśredniej:  Christian Jungwirth –  Máté Kertész

Zwycięstwo Kertésza przez jednogłośną decyzję sędziów
Karta Wstępna
- Walka w kategorii półśredniej:  André Ricardo –  John Hathaway

Zwycięstwo Hathawaya przez jednogłośną decyzję sędziów
- Walka w umownym limicie –99 kg:  Alexander Poppeck –  Nermin Hajdarpašić

Zwycięstwo Poppecka przez TKO w 1 rundzie
- Walka w kategorii średniej:  Václav Mikulášek –  Hojat Khajevand

Zwycięstwo Khajevanda przez poddanie w 2 rundzie
- Walka w kategorii lekkiej:  Marek Bartl –  Ebrahim Hosseinpour

Zwycięstwo Hosseinpoura przez jednogłośną decyzję sędziów
- Walka kobiet w kategorii słomkowej:  Katharina Dalisda –  Mallory Martin

Zwycięstwo Dalisdy przez jednogłośną decyzję sędziów
- Walka w kategorii półśredniej:  Jakub Bahník –  Jamie Cordero

Zwycięstwo Bahnika przez dyskwalfikację w 2 rundzie

### Oktagon 37: Kozma vs. Brito
Walka Wieczoru:
- Walka o pas mistrzowski Oktagon MMA w kategorii półśredniej:  David Kozma –  Kaik Brito

Zwycięstwo Brito przez TKO w 3 rundzie
Karta Główna
- Walka o tymczasowy pas mistrzowski Oktagon MMA w kategorii piórkowej:  Jakub Tichota –  Mate Sanikidze

Zwycięstwo Sanikidze przez niejednogłośną decyzję sędziów
- Walka w kategorii średniej :  Vlasto Čepo –  Gianni Melillo

Zwycięstwo Čepo przez TKO w 1 rundzie
- Walka w kategorii lekkiej:  Jan Široký –  Konrad Dyrschka

Zwycięstwo Dyrschki przez jednogłośną decyzję sędziów
- Walka w umownym limicie –95 kg:  Marek Mazuch –  Al Matavao

Zwycięstwo Matavao przez KO w 1 rundzie
Karta Wstępna
- Walka w umownym limicie –73 kg :  Felipe Maia –  Ronald Paradeiser

Zwycięstwo Paradeisera przez KO w 1 rundzie
- Walka w kategorii półciężkiej:  Petr Bartoněk –  Václav Mikulášek

Zwycięstwo Mikuláška przez TKO w 1 rundzie
- Walka w kategorii ciężkiej:  Adam Pałasz –  Tadej Dajčman

Zwycięstwo Pałasza przez KO w 1 rundzie
- Walka kobiet w kategorii słomkowej:  Katharina Dalisda –  Monika Chochlíková

Zwycięstwo Dalisdy przez jednogłośną decyzję sędziów
- Walka w kategorii średniej:  Abdel Rahmane Driai –  Robert Bryczek

Zwycięstwo Bryczka przez KO w 1 rundzie
- Walka w kategorii lekkiej:  Matěj Kuzník –  Ozan Aslaner

Zwycięstwo Kuznika przez TKO w 1 rundzie

### Oktagon 38: Macek vs. Lopez
Walka Wieczoru:
- Walka o tymczasowy pas mistrzowski Oktagon MMA w kategorii koguciej:  Filip Macek –  Gustavo Lopez

Zwycięstwo Lopeza przez poddanie w 1 rundzie
Karta Główna
- Walka muay thai w umownym limicie -71 kg:  Losene Keita –  Milan Paleš

Zwycięstwo Keity przez jednogłośną decyzję sędziów po dogrywce
- Walka w kategorii półśredniej:  Matúš Juráček –  Alex Lohoré

Zwycięstwo Lohoré przez KO w 3 rundzie
- Walka w kategorii lekkiej:  Matouš Kohout –  Jan Malach

Zwycięstwo Kohouta przez jednogłośną decyzję sędziów
- Walka w kategorii półciężkiej:  Daniel Škvor –  Jorick Montagnac

Zwycięstwo Montagnac przez KO w 1 rundzie
- Walka bokserska w umownym limicie -86 kg:  Václav Mikulášek –  Gábor Boráros

Zwycięstwo Mikuláška przez jednogłośną decyzję sędziów
Karta Wstępna
- Walka w kategorii piórkowej:   Ahmed Vila –  Jakub Dohnal

Zwycięstwo Vili przez jednogłośną decyzję sędziów
- Walka w kategorii średniej:  Matěj Peňáz –  Joel dos Santos

Zwycięstwo Peňáza przez KO w 1 rundzie
- Walka w kategorii półśredniej:  Max Handanagić –  David Jacobsson

Zwycięstwo Handanagicia przez większościową decyzję sędziów
- Walka w kategorii piórkowej:  Jaroslav Pokorný –  Can Aslaner

Zwycięstwo Pokornýego przez jednogłośną decyzję sędziów
- Walka w kategorii średniej:  Ole Magnor –  Radovan Úškrt

Zwycięstwo Úškrta przez TKO w 1 rundzie
- Walka w kategorii lekkiej:  Martin Pipek –  Hassan Shaaban

Zwycięstwo Shaabana przez jednogłośną decyzję sędziów

### Oktagon 39: Jungwirth vs. de Oliveira
Walka Wieczoru:
- Walka w kategorii półśredniej:  Christian Jungwirth –  Denilson Neves de Oliveira

Zwycięstwo Jungwirtha przez niejednogłośną decyzję sędziów
Karta Główna
- Walka w kategorii półciężkiej:  Alexander Poppeck –  Martin Zawada

Zwycięstwo Poppecka przez jednogłośną decyzję sędziów
- Walka w kategorii piórkowej:  Losene Keita –  Samuel Bark

Zwycięstwo Keity przez TKO w 3 rundzie
- Walka w kategorii półciężkiej:  Rafael Xavier –  Pavol Langer

Zwycięstwo Langera przez niejednogłośną decyzję sędziów
- Walka w kategorii lekkiej:  Vladimir Šikić –  Ronald Paradeiser

Zwycięstwo Paradeisera przez TKO w 2 rundzie
- Walka w kategorii ciężkiej:  Wallyson Carvalho –  Hatef Moeil

Zwycięstwo Moeila przez jednogłośną decyzję sędziów
Karta Wstępna
- Walka bokserska w umownym limicie -93 kg:  Hector Lombard  –  Vlasto Čepo

Remis
- Walka w kategorii piórkowej:  Vladimír Lengál –   Cem Kuyumcuoglu

Zwycięstwo Lendala przez TKO w 3 rundzie
- Walka w kategorii półśredniej:  Marek Bartl –  Kevin Hangs

Zwycięstwo Bartla przez TKO w 1 rundzie
- Walka w kategorii półśredniej:  Tayo Odunjo –  Lukas Cruz

Zwycięstwo Cruza przez jednogłośną decyzję sędziów

### Oktagon 40: Tipsport Gamechanger
Walka Wieczoru:
- Walka turniejowa w kategorii półśredniej:  David Kozma  –  Łukasz Siwiec

Zwycięstwo Kozmy przez jednogłośną decyzję sędziów
Karta Główna
- Walka turniejowa w kategorii półśredniej:  Alex Lohoré –  Samuel Krištofič

Zwycięstwo Lohoré przez jednogłośną decyzję sędziów
- Walka turniejowa w kategorii półśredniej:  Christian Jungwirth –  Tato Primera

Zwycięstwo Jungwirtha przez jednogłośną decyzję sędziów
- Walka turniejowa w kategorii półśredniej:  Andrej Kalašnik –  Louis Glismann

Zwycięstwo Glismanna przez jednogłośną decyzję sędziów
- Walka turniejowa w kategorii półśredniej:  Leonardo Silva –  Andreas Michailidis

Zwycięstwo Michailidisa przez jednogłośną decyzję sędziów
- Walka w kategorii lekkiej:  Jaroslav Pokorný –  Jan Široký

Zwycięstwo Pokornego przez TKO w 2 rundzie
Karta Wstępna
- Walka turniejowa w kategorii półśredniej:  Mohamed Grabinski –  Máté Kertész

Zwycięstwo Grabińskiego przez TKO w 1 rundzie
- Walka turniejowa w kategorii półśredniej:  Ion Surdu –  Bojan Veličković

Zwycięstwo Veličkovicia przez poddanie w 1 rundzie
- Walka turniejowa w kategorii półśredniej:  Radovan Úškrt –  Melvin van Suijdam

Zwycięstwo van Suijdama przez jednogłośną decyzję sędziów
- Walka rezerwowa turnieju w kategorii półśredniej:  Matúš Juráček –  John Palaiologos

Zwycięstwo Juraceka przez jednogłośną decyzję sędziów

### Oktagon 41: Mågård vs. Lopez
Walka Wieczoru:
- Walka o pas mistrzowski Oktagon MMA w kategorii koguciej:  Jonas Mågård –  Gustavo Lopez

Zwycięstwo Mågårda przez TKO w 2 rundzie
Karta Główna
- Walka w umownym limicie -89 kg:  Karlos Vémola –  Al Matavao

Zwycięstwo Vémoli przez poddanie w 1 rundzie
- Walka w kategorii półciężkiej:  Daniel Škvor –  Dan Vinni

Zwycięstwo Vinniego przez poddanie w 1 rundzie
- Walka w kategorii ciężkiej:  Lazar Todev –  Adam Pałasz

Zwycięstwo Todeva przez jednogłośną decyzję sędziów
- Walka w umownym limicie -73 kg:  Jan Malach  –  Ebrahim Hosseinpour

Zwycięstwo Malacha przez TKO w 1 rundzie
Karta Wstępna
- Walka w kategorii półciężkiej:  Jorick Montagnac –  Mateusz Strzelczyk

Zwycięstwo Strzelczyka przez KO w 1 rundzie
- Walka w umownym limicie -87 kg:  Václav Mikulášek –  Matyas Viszlay

Zwycięstwo Mikuláška przez TKO w 1 rundzie
- Walka w umownym limicie -97 kg:  Nermin Hajdarpašić –  Robin Fošum

Remis
- Walka w kategorii średniej:  Ondřej Raška –  Jamie Cordero

Zwycięstwo Cordero przez KO w 1 rundzie
- Walka w kategorii lekkiej:  Peter Gabal –  Hafeni Nafuka

Zwycięstwo Nafuki przez poddanie w 2 rundzie
- Walka w umownym limicie -87 kg:  Melvin Mane –  Szymon Broncel

Zwycięstwo Mane przez TKO w 2 rundzie

### Oktagon 42: Keita vs. Tichota
Walka Wieczoru:
- Walka o tymczasowy pas mistrzowski Oktagon MMA w wadze piórkowej:  Losene Keita –  Jakub Tichota

Zwycięstwo Keity przez TKO w 4 rundzie
Karta Główna
- Walka w kategorii średniej:  Ion Taburceanu –  Vlasto Čepo

Zwycięstwo Čepo przez TKO w 2 rundzie
- Walka w kategorii lekkiej:  Matouš Kohout –  Karol Ryšavý

Zwycięstwo Ryšavý przez jednogłośną decyzję sędziów
- Walka w umownym limicie -104 kg:  Ruben Wolf –  Jeremy Kimball

Zwycięstwo Kimballa przez TKO w 2 rundzie
- Walka w umownym limicie -71 kg:   Arthur Lima –  Shem Rock

Remis większościowy
- Walka w kategorii piórkowej:  Niko Samsonidse –  Roman Paulus

Zwycięstwo Samsonidse przez jednogłośną decyzję sędziów
Karta Wstępna
- Walka w kategorii ciężkiej:  Stuart Austin –  John Winter

Zwycięstwo Austina przez jednogłośną decyzję sędziów
- Walka kobiet w kategorii słomkowej:  Isabela de Pádua –  Katharina Dalisda

Zwycięstwo Dalisdy przez TKO w 3 rundzie
- Walka w kategorii  piórkowej:  Jakub Dohnal –  Callum Mullen

Zwycięstwo Dohnala przez jednogłośną decyzję sędziów
- Walka muay thai w kategorii półśredniej:  Marek Bartl–  Ole Magnor

Zwycięstwo Bartla przez jednogłośną decyzję sędziów

### Oktagon 43: Kincl vs. Vémola 2
Walka Wieczoru:
- Walka o pas mistrzowski Oktagon MMA w kategorii średniej:  Patrik Kincl  –  Karlos Vémola

Zwycięstwo Kincla przez jednogłośną decyzję sędziów
Karta Główna
- Walka ćwierćfinałowa turnieju w kategorii półśredniej:  David Kozma –  Alex Lohoré

Zwycięstwo Kozmy przez jednogłośną decyzję sędziów
- Walka ćwierćfinałowa turnieju w kategorii półśredniej:  Louis Glismann –  Melvin van Suijdam

Zwycięstwo Glismanna przez poddanie w 1 rundzie
- Walka w kategorii średniej:  Lee Chadwick  –  Robert Bryczek

Zwycięstwo Bryczka przez TKO w 1 rundzie
- Walka w kategorii lekkiej:  Matěj Kuzník –  Mateusz Legierski

Zwycięstwo Legierskiego przez jednogłośną decyzję sędziów
- Walka w kategorii półśredniej:  Miroslav Brož –  Robert Pukač

Zwycięstwo Broža przez niejednogłośną decyzję sędziów
Karta Wstępna
- Walka w kategorii średniej:  Gianni Melillo –  Marek Mazuch

Zwycięstwo Mazucha przez TKO w 2 rundzie
- Walka w umownym limicie -82 kg:  Liam Etebar  –  Amiran Gogoladze

Zwycięstwo Gogoladze przez jednogłośną decyzję sędziów
- Walka w kategorii półciężkiej:  Jose Daniel Toledo Canellas –  Marc Doussis

Zwycięstwo Doussisa przez poddanie w 1 rundzie
- Walka w umownym limicie -68 kg:  Ahmed Vila –  Kimbo Thinghaugen

Zwycięstwo Vili przez poddanie w 1 rundzie
- Walka w kategorii średniej:  Matěj Daněk –  Endrit Brajshori

Zwycięstwo Daněka przez poddanie w 2 rundzie

### Oktagon 44: Langer vs. Poppeck
Walka Wieczoru:
- Walka o tymczasowy pas mistrzowski Oktagon MMA w kategorii półciężkiej:  Pavol Langer –  Alexander Poppeck

Zwycięstwo Langera przez niejednogłośną decyzję sędziów
Karta Główna
- Walka ćwierćfinałowa turnieju w kategorii półśredniej:  Christian Jungwirth –  Bojan Veličković

Zwycięstwo Veličkovicia przez jednogłośną decyzję sędziów
- Walka ćwierćfinałowa turnieju w kategorii półśredniej:  Mohamed Grabinski –  Andreas Michailidis

Zwycięstwo Michailidisa przez poddanie w 2 rundzie
- Walka w kategorii półciężkiej:  Rafael Xavier –  Mateusz Strzelczyk

Zwycięstwo Xaviera przez TKO w 3 rundzie
- Walka w kategorii lekkiej:  Andrew Fisher –  Ronald Paradeiser

Zwycięstwo Paradeisera przez TKO w 3 rundzie
- Walka w kategorii średniej:  Zdenek Polivka –  Hojat Khajevand

Zwycięstwo Khajevanda przez poddanie w 2 rundzie
Karta Wstępna
- Walka w kategorii koguciej:  Nuno Costa –  Antun Račić

Zwycięstwo Račicia przez TKO w 1 rundzie
- Walka rezerwowa turnieju w kategorii półśredniej:  John Hathaway –  Łukasz Siwiec

Zwycięstwo Siwca przez jednogłośną decyzję sędziów
- Walka kobiet w kategorii słomkowej:  Jacinta Austin –  Sofiia Bagishvili

Zwycięstwo Austin przez poddanie w 1 rundzie
- Walka w kategorii lekkiej:  Hafeni Nafuka –  Adrian Kępa

Zwycięstwo Nafuki przez poddanie w 1 rundzie
- Walka w kategorii lekkiej:  Hassan Shaaban –  Denis Gondžala

Zwycięstwo Shaabana przez jednogłośną decyzję sędziów

### Oktagon 45 Special: Mågård vs. Lima
Walka Wieczoru:
- Walka o pas mistrzowski Oktagon MMA w kategorii koguciej:  Jonas Mågård –  Felipe Lima

Zwycięstwo Limy przez jednogłośną decyzję sędziów
Karta Główna
- Walka w kategorii średniej:  Robert Bryczek –  Samuel Krištofič

Zwycięstwo Bryczka przez TKO w 1 rundzie
- Walka w kategorii piórkowej:  Vladimír Lengál –  Michael Deiga-Scheck

Zwycięstwo Lengála przez TKO w 1 rundzie
- Walka w kategorii półśredniej:  Ion Surdu –  Máté Kertész

Zwycięstwo Surdu przez jednogłośną decyzję sędziow
- Walka w kategorii lekkiej:  Jan Malach –  Shem Rock

Zwycięstwo Rocka przez poddanie w 1 rundzie
- Walka w kategorii półśredniej:  Tato Primera –  Radovan Úškrt

Zwycięstwo Úškrta przez TKO w 1 rundzie
Karta Wstępna
- Walka w kategorii średniej:  Václav Mikulášek –  Ole Magnor

Zwycięstwo Magnora przez poddanie w 1 rundzie
- Walka w kategorii średniej:  Jamie Cordero –  Gabriel Török

Zwycięstwo Cordero przez KO w 1 rundzie
- Walka w kategorii piórkowej:  Radek Roušal –  Armand Herczeg

Zwycięstwo Roušala przez niejednogłośną decyzję sędziów
- Walka kobiet w kategorii koguciej:  Róża Gumienna –  Lucia Krajčovič

Zwycięstwo Gumiennej przez jednogłośną decyzję sędziów

### Oktagon 45: Sanikidze vs. Keita
Walka Wieczoru:
- Walka o pas mistrzowski Oktagon MMA w kategorii piórkowej:  Mate Sanikidze –  Losene Keita

Zwycięstwo Sanikidze przez TKO w 1 rundzie
Karta Główna
- Walka w umownym limicie -91 kg:  Lucas Alsina –   Karlos Vémola

Zwycięstwo Vémoli przez jednogłośna decyzję sędziów
- Walka w kategorii lekkiej:   Abou Tounkara –  Ivan Buchinger

Zwycięstwo Buchingera przez TKO w 2 rundzie
- Walka w kategorii półciężkiej:  Daniel Škvor –  Nermin Hajdarpašić

Zwycięstwo Škvora przez poddanie w 1 rundzie
- Walka w kategorii ciężkiej:  Wallyson Carvalho –  Lazar Todev

Zwycięstwo Todeva przez poddanie w 1 rundzie
- Walka w kategorii lekkiej:  Ondřej Petrášek –  Jan Široký

Zwycięstwo Širokýego przez TKO w 3 rundzie
Karta Wstępna
- Walka w kategorii piórkowej:  Eduard Kexel –  Samuel Bark

Zwycięstwo Kexela przez jednogłośna decyzję sędziów
- Walka w kategorii lekkiej:  Akonne Wanliss –  Giorgi Gogotchuri

Zwycięstwo Wanlissa przez TKO w 2 rundzie
- Walka w kategorii piórkowej:  Callum Mullen –  Roman Paulus

Zwycięstwo Paulusa przez jednogłośna decyzję sędziów
- Walka w kategorii półśredniej:  Vladislav Kanchev –  James Lewis

Zwycięstwo Kancheva przez TKO w 2 rundzie
- Walka w kategorii piórkowej:  Nikolaos Serbezis –  Ivan Klevets

Zwycięstwo Serbezisa przez poddanie w 2 rundzie

### Oktagon 46: Dalisda vs. Austin
Walka Wieczoru
- Walka o pas mistrzowski Oktagon MMA w kategorii słomkowej:  Katharina Dalisda –  Jacinta Austin

Zwycięstwo Dalisdy przez poddanie w 3 rundzie
Karta Główna
- Walka półfinałowa turnieju w kategorii półśredniej:  David Kozma –  Bojan Veličković

Zwycięstwo Veličkovicia przez TKO w 1 rundzie
- Walka rezerwowa turnieju  w kategorii półśredniej:  Christian Jungwirth –  John Palaiologos

Zwycięstwo Palaiologosa przez poddanie w 1 rundzie
- Walka półfinałowa turnieju w kategorii półśredniej:  Louis Glismann –  Andreas Michailidis

Zwycięstwo Michailidisa przez KO w 1 rundzie
- Walka rezerwowa turnieju w kategorii półśredniej:  Leonardo Silva  –  Mohamed Grabinski

Zwycięstwo Silvy przez poddanie w 3 rundzie
- Walka w kategorii średniej:  Matias Juarez –  Kerim Engizek

Zwycięstwo Engizeka przez TKO w 1 rundzie
Karta Wstępna
- Walka w kategorii piórkowej:  Deniz Ilbay –  Marco Novák

Zwycięstwo Ilbay przez TKO w 3 rundzie
- Walka w kategorii piórkowej:  Niko Samsonidse –  Nicolae Hantea

Zwycięstwo Samsonidse przez poddanie w 1 rundzie
- Walka w kategorii lekkiej:  Vladimir Šikić –  František Fodor

Zwycięstwo Fodora przez TKO w 1 rundzie
- Walka w kategorii półśredniej:  Tayo Odunjo –  Endrit Brajshori

Zwycięstwo Odunjo przez jednogłośną decyzję sędziów
- Walka w kategorii półśredniej:  Zoran Solaja –  Daniel Hromek

Zwycięstwo Hromka przez jednogłośną decyzję sędziów

### Oktagon 47: Česko vs. Slovensko
Walka Wieczoru
- Walka o pas mistrzowski Oktagon MMA w kategorii półciężkiej:  Karlos Vémola –  Pavol Langer

Zwycięstwo Vemoli przez KO w 1 rundzie
Karta Główna
- Walka w kategorii lekkiej:  Jakub Dohnal –  Ivan Buchinger

Zwycięstwo Buchingera przez TKO w 2 rundzie
- Walka w kategorii ciężkiej:  Sofiane Boukichou  –  Adam Pałasz

Zwycięstwo Pałasza przez jednogłośną decyzję sędziów
- Walka w kategorii lekkiej:  Mateusz Legierski  –  Karol Ryšavý

Zwycięstwo Legierskiego przez jednogłośną decyzję sędziów
- Walka w kategorii średniej:  Jamie Cordero –  Marek Mazuch

Zwycięstwo Mazucha przez TKO w 3 rundzie
- Walka w kategorii półśredniej:  Amiran Gogoladze –  Łukasz Siwiec

Zwycięstwo Gogoladze przez jednogłośną decyzję sędziów
Karta Wstępna
- Walka w kategorii półśredniej:  Matouš Kohout –  Robert Pukač

Zwycięstwo Kohouta przez jednogłośną decyzję sędziów
- Walka muay thai w umownym limicie - 66 kg:  Lucia Szabová –  Alexandra Andersrod

Zwycięstwo Szabovej przez jednogłośną decyzję sędziów
- Walka w kategorii koguciej:  Beno Adamia –  Gustavo Lopez

Zwycięstwo Adamii przez jednogłośną decyzję sędziów
- Walka kobiet w limicie -60 kg:  Megan Morris –  Veronika Smolkova

Zwycięstwo Morris przez poddanie w 3 rundzie
- Walka w kategorii średniej:  Ahmed Sami –  Adam Horváth

Zwycięstwo Samiego przez TKO w 1 rundzie

### Oktagon 48: Aby vs. Garcia
Walka Wieczoru
- Walka o pas mistrzowski Oktagon MMA w kategorii muszej:  Aaron Aby –  Elias Garcia

Zwycięstwo Garcii przez TKO w 2 rundzie
Karta Główna
- Walka w umownym limicie -92,5 kg:  Scott Askham –  Marc Doussis

Zwycięstwo Askhama przez jednogłośną decyzję sędziów
- Walka w kategorii lekkiej:  Jakub Bahník –  Akonne Wanliss

No Contest (przypadkowe kopnięcie w krocze) w 1 rundzie
- Walka w kategorii półśredniej:  Paul Smith –  Jake Quickenden

Zwycięstwo Quickendena przez TKO w 1 rundzie
- Walka w kategorii koguciej:  Junior Assis –  Jack Cartwright

Zwycięstwo Cartwrighta przez poddanie w 1 rundzie
- Walka finałowa Oktagon Challenge: England vs. Irealand w kategorii lekkiej:  George Staines –  Denis Frimpong

Zwycięstwo Stainesa przez poddanie w 4 rundzie
Karta Wstępna
- Walka w kategorii półśredniej:  Alex Lohoré –  Ion Surdu

Zwycięstwo Surdu przez KO w 1 rundzie
- Walka w umownym limicie umownym -68 kg:  Shoaib Yousaf –  Konmon Deh

Zwycięstwo Yousafa przez jednogłośną decyzję sędziów
- Walka w umownym limicie umownym -86 kg:  Zdenek Polivka –  Lee Chadwick

Zwycięstwo Polivki przez jednogłośną decyzję sędziów
- Walka w kategorii lekkiej:  Hascen Neri Gelezi –  Aaron McDonald

Zwycięstwo Geleziego przez jednogłośną decyzję sędziów

### Oktagon 49: Moeil vs. Todev
Walka Wieczoru
- Walka o pas mistrzowski Oktagon MMA w kategorii ciężkiej:  Hatef Moeil –  Lazar Todev

Zwycięstwo Moeila przez jednogłośną decyzję sędziów
Karta Główna
- Walka w umownym limicie -80 kg:  Leonardo Silva –  Christian Eckerlin

Zwycięstwo Silvy przez jednogłośną decyzję sędziów
- Walka w kategorii średniej:  Adam Horváth –  Kerim Engizek

Zwycięstwo Engizeka przez TKO w 1 rundzie
- Walka w kategorii piórkowej:  Corey Fry –  Deniz Ilbay

Zwycięstwo Gry przez poddanie w 1 rundzie
- Walka w kategorii półśredniej:  Andrej Kalašnik –  Niklas Stolze

Zwycięstwo Stolze'a przez KO w 1 rundzie
- Walka w kategorii średniej:  Matthew Bonner –  Cichad Akipa

Zwycięstwo Bonnera przez jednogłośną decyzję sędziów
Karta Wstępna
- Walka w kategorii lekkiej:  Konrad Dyrschka –  Thiago Silva

Zwycięstwo Dyrschki przez większościową decyzję sędziów
- Walka w kategorii półciężkiej:  Steve MacDonald –  Jorick Montagnac

Zwycięstwo Montagnaca przez jednogłośną decyzję sędziów
- Walka w umownym limicie -68 kg:  Arijan Topallaj –  Roman Paulus

Zwycięstwo Topallaja przez poddanie w 1 rundzie
- Walka w kategorii piórkowej:  Jake McHugh –  Ivan Klevets

Zwycięstwo McHugha przez poddanie w 2 rundzie
- Walka w kategorii półśredniej:  Finn Grießmann –  Lukáš Eliáš

Zwycięstwo Eliáša przez KO w 1 rundzie

### Oktagon 50: Keita vs. Samsonidse
Walka Wieczoru
- Walka o pas mistrzowski Oktagon MMA w kategorii piórkowej:  Losene Keita –  Niko Samsonidse

Zwycięstwo Keity przez TKO w 2 rundzie
Karta Główna
- Walka o pas mistrzowski Oktagon MMA w kategorii lekkiej:  Ivan Buchinger –  Ronald Paradeiser

Zwycięstwo Paradeisera przez TKO w 3 rundzie
- Walka w kategorii piórkowej:  Vladimír Lengál –  Samuel Bark

Zwycięstwo Barka przez niejednogłośną decyzję sędziów
- Walka w kategorii średniej:  Matěj Peňáz –  Ole Magnor

Zwycięstwo Peňáza przez KO w 1 rundzie
- Walka w kategorii lekkiej:  Jan Široký –  Stefano Catacoli

Zwycięstwo Catacoliego przez jednogłośną decyzję sędziów
- Walka w kategorii półciężkiej:  Rafael Xavier –  Dan Vinni

Zwycięstwo Xaviera przez TKO w 2 rundzie
Karta Wstępna
- Walka w kategorii lekkiej:  Matěj Kuzník –  Ebrahim Hosseinpour

Zwycięstwo Hosseinpoura przez jednogłośną decyzję sędziów
- Walka w kategorii półśredniej:  Ammari Diedrick –  Máté Kertész

Zwycięstwo Kertésza przez jednogłośną decyzję sędziów
- Walka w umownym limicie -89 kg:  Ondřej Raška –  Michal Kotalik

Zwycięstwo Raški przez TKO w 2 rundzie
- Walka w kategorii piórkowej:  Michal Konrád –  Marco Novák

Zwycięstwo Novaka przez TKO w 2 rundzie

### Oktagon 51: Michailidis vs. Veličković
Walka Wieczoru
- Walka finałowa turnieju w kategorii półśredniej:  Andreas Michailidis –  Bojan Veličković

Zwycięstwo Veličkovicia przez poddanie w 3 rundzie
Karta Główna
- Walka o tymczasowy pas mistrzowski Oktagon MMA w kategorii średniej:  Vlasto Čepo –  Piotr Wawrzyniak

Zwycięstwo Wawrzyniaka przez TKO w 3 rundzie
- Walka w umownym limicie -88,5 kg:  Karlos Vémola –  Samuel Krištofič

Zwycięstwo Krištoficia przez KO w 1 rundzie
- Walka w kategorii półciężkiej:  Daniel Škvor –  Martin Zawada

Zwycięstwo Škvora przez jednogłośną decyzję sędziów
- Walka w kategorii półśredniej:  Stefano Paternò –  Ion Surdu

Zwycięstwo Paternò przez poddanie w 2 rudznie
Karta Wstępna
- Walka w umownym limicie -68 kg:  Henrique Madureira –  Karol Ryšavý

Zwycięstwo Ryšavýego przez TKO w 1 rundzie
- Walka kobiet w kategorii słomkowej:  Eva Dourthe  –  Chiara Penco

Zwycięstwo Dourthe przez jednogłośna decyzję sędziów
- Walka w kategorii piórkowej:  Radek Roušal –  Kallum Parker

Zwycięstwo Roušala przez jednogłośną decyzję sędziów
- Walka kobiet w limicie -55 kg:  Magdaléna Šormová –  Mallory Martin

Zwycięstwo Martin przez niejednogłośna decyzję sędziów
- Walka w kategorii lekkiej:  Tomáš Fiala –  Hassan Shaaban

Zwycięstwo Shaabana przez KO w 1 rundzie

### Oktagon 52: Mågård vs. Cartwright
Walka Wieczoru
- Walka w kategorii koguciej:  Jonas Mågård –  Jack Cartwright

Zwycięstwo Mågårda przez jednogłośną decyzję sędziów
Karta Główna
- Walka w kategorii średniej:  Matěj Peňáz –  Matthew Bonner

Zwycięstwo Peňáza przez KO w 2 rundzie
- Walka w kategorii muszej:  Christopher Daniel –  Aaron Aby

Zwycięstwo Aby'ego przez jednogłośną decyzję sędziów
- Walka w kategorii ciężkiej:  Stuart Austin –  Adam Pałasz

Zwycięstwo Austina przez poddanie w 2 rundzie
- Walka w kategorii piórkowej:  Corey Fry –  Max Holzer

Zwycięstwo Holzera przez poddanie w 2 rundzie
Karta Wstępna
- Walka w kategorii lekkiej:  Jan Široký –  Denis Frimpong

Zwycięstwo Frimponga przez jednogłośną decyzję sędziów
- Walka w kategorii koguciej:  Nathan Haywood –  Roman Paulus

Zwycięstwo Paulusa przez poddanie w 3 rundzie
- Walka w umownym limicie -69 kg:  Rafael Hudson –  Eduard Kexel

Zwycięstwo Kexela przez poddanie w 1 rundzie
- Walka w kategorii piórkowej:  Jake McHugh –  Armand Herczeg

Zwycięstwo McHugha przez poddanie w 1 rundzie
- Walka w umownym limicie -62 kg:  Daniel Bainbridge –  Hamza Dagdeviren

Zwycięstwo Bainbridge przez jednogłośną decyzję sędziów

### Oktagon 53: Dalisda vs.  Dourthe
Walka Wieczoru
- Walka o pas mistrzowski Oktagon MMA w kategorii słomkowej:  Katharina Dalisda –  Eva Dourthe

Zwycięstwo Dalisdy przez jednogłośną decyzję sędziów
Karta Główna
- Walka w kategorii półśredniej:  Islam Dulatov –  John Palaiologos

Zwycięstwo Dulatoca przez KO w 1 rundzie
- Walka w kategorii półśredniej:  Miroslav Brož –  Tom Crosby

Zwycięstwo Broža przez niejednogłośną decyzję sędziów
- Walka w kategorii średniej:  David Zawada –  Hojat Khajevand

Zwycięstwo Zawady przez poddanie w 3 rundzie
- Walka w kategorii półśredniej:  Ivica Trušček –  Cihad Akipa

Zwycięstwo Truščka przez poddanie w 2 rundzie
Karta Wstępna
- Walka w kategorii półśredniej:  Luka Milidragović –  Jan Malach

Zwycięstwo Malacha przez KO w 2 rundzie
- Walka w kategorii piórkowej:  Jaroslav Pokorný –  Gjoni Palokaj

Zwycięstwo Palokaja przez jednogłośną decyzję sędziów
- Walka w kategorii półśredniej:  Jan Fajk –  Endrit Brajshori

Zwycięstwo Brajshoriego przez poddanie w 3 rundzie
- Walka w kategorii półśredniej:  Emir Can-Al –  Tomáš Votava

Zwycięstwo Can-Ala przez TKO w 1 rundzie
- Walka w kategorii piórkowej:  Jakub Batfalsky –  Sami Zarabi

Zwycięstwo Zarabiego przez jednogłośna decyzję sędziów

### Oktagon 54: Kincl vs. Wawrzyniak
Walka Wieczoru
- Walka o pas mistrzowski Oktagon MMA w kategorii średniej:  Patrik Kincl –  Piotr Wawrzyniak

Zwycięstwo Kincla przez poddanie w 3 rundzie
Karta Główna
- Walka turniejowa w kategorii lekkiej:  Ronald Paradeiser –  Attila Korkmaz

Zwycięstwo Paradeisera przez niejednogłośną decyzję sędziów
- Walka turniejowa w kategorii lekkiej:  Mochamed Machaev –  Makwan Amirkhani

Zwycięstwo Macheva przez TKO w 3 rundzie
- Walka turniejowa w kategorii lekkiej:  Daniel Torres –  Vladimír Lengál

Zwycięstwo Torresa przez jednogłośną decyzję sędziów
- Walka turniejowa w kategorii lekkiej:  Matouš Kohout –  Mateusz Legierski

Zwycięstwo Legierskiego przez poddanie w 1 rundzie
Karta Wstępna
- Walka turniejowa w kategorii lekkiej:  Acoidan Duque –  Mohamed Grabinski

Zwycięstwo Duque przez niejednogłośną decyzję sędziów
- Walka turniejowa w kategorii lekkiej:  Hafeni Nafuka –  Predrag Bogdanović

Zwycięstwo Bogdanovicia przez jednogłośną decyzję sędziów
- Walka rezerwowa turnieju w kategorii lekkiej:  Jason Ponet –  Łukasz Rajewski

Zwycięstwo Rajewskiego przez niejednogłośną decyzję sędziów
- Walka rezerwowa turnieju w kategorii lekkiej:  Miloš Janičić –  Ebrahim Hosseinpour

Zwycięstwo Janičicia przez KO w 2 rundzie

### Oktagon 55: Jungwirth vs. Pukač 2
Walka Wieczoru
- Walka w kategorii półśredniej:  Christian Jungwirth –  Robert Pukač

Zwycięstwo Jungwirtha przez jednogłośną decyzję sędziów
Karta Główna
- Walka w kategorii półciężkiej:  Alexander Poppeck –  Jeremy Kimball

Zwycięstwo Poppecka przez TKO w 1 rundzie
- Walka w kategorii półśredniej:  Niklas Stolze –  Máté Kertész

Zwycięstwo Kertésza przez poddanie w 2 rundzie
- Walka w kategorii półśredniej:  Dominic Schober –  Jaimie Cordero

Zwycięstwo Cordero przez jednogłośną decyzję sędziów
- Walka w kategorii ciężkiej:  Sebastian Herzberg –  Ruben Wolf

Zwycięstwo Herzberga przez TKO w 1 rundzie
- Walka w kategorii lekkiej:  Arijan Topallaj –  Karol Ryšavý

Zwycięstwo Topallaja przez KO w 1 rundzie
Karta Wstępna
- Walka w kategorii lekkiej:  Wahid Najand –  Jakub Bahník

Zwycięstwo Najanda przez niejednogłośną decyzję sędziów
- Walka w kategorii półciężkiej:  Jorick Montagnac –  Sebastian Heil

Zwycięstwo Montagnaca przez jednogłośną decyzję sędziów
- Walka w kategorii piórkowej:  Michael Deiga-Scheck –  Nikolaos Serbezis

Zwycięstwo Deigi-Schecka przez KO w 1 runde
- Walka kobiet w kategorii koguciej:  Róża Gumienna –  Lucia Szabová

Zwycięstwo Szabovej przez poddanie w 3 rundzie
- Walka w umownym limicie -87 kg:  Ion Taburceanu –  Nenad Avramović

Zwycięstwo Taburceanu przez TKO w 2 rundzie
- Walka kobiet w kategorii słomkowej:  Jacinta Austin –  Karolina Wójcik

Zwycięstwo Austin przez jednogłośną decyzję sędziów

### Oktagon 56: Aby vs. Creasey
Walka Wieczoru
- Walka o pas mistrzowski Oktagon MMA w kategorii muszej:  Aaron Aby –  Sam Creasey

Zwycięstwo Creaseya przez jednogłośną decyzję sędziów
Karta Główna
- Walka turniejowa w kategorii lekkiej:  Akonne Wanliss –  Sahil Siraj

Zwycięstwo Wanlissa przez KO w 1 rundzie
- Walka w umownym limicie -68 kg:  Shem Rock –  Stefano Catacoli

Zwycięstwo Rocka przez poddanie w 1 rundzie
- Walka w kategorii półciężkiej:  Daniel Škvor –  Will Fleury

Zwycięstwo Fleury'ego przez poddanie w 2 rundzie
- Walka w kategorii półśredniej:  Andrej Kalašnik –  Liam Etebar

Zwycięstwo Kalašnika przez KO w 1 rundzie
- Walka w kategorii lekkiej:  George Staines –  Tomáš Cigánik

Zwycięstwo Stainesa przez jednogłośną decyzję sędziów
Karta Wstępna
- Walka w kategorii piórkowej:  Jakub Dohnal –  James Hendin

Zwycięstwo Hendina przez TKO w 2 rundzie
- Walka w kategorii lekkiej:  Callum Mullen –  Denis Frimpong

Zwycięstwo Frimponga przez jednogłośną decyzję sędziów
- Walka w kategorii średniej:  Mick Stanton –  Kamil Wojciechowski

Zwycięstwo Stantona przez TKO w 3 rundzie
- Walka w kategorii półśredniej:  Ammari Diedrick –  Daniel Hromek

Zwycięstwo Diedricka przez TKO w 1 rundzie
- Walka w umownym limicie -71 kg:  Mbaye Gaye –  Bakhtyaar Oryakhail

Zwycięstwo Oryakhaila przez poddanie w 3 rundzie
- Walka kobiet w kategorii muszej:  Megan Morris –  Aitana Álvarez

Zwycięstwo Álvarez przez jednogłośną decyzję sędziów

### Oktagon 57: Brož vs. Eckerlin
Walka Wieczoru
- Walka w umownym limicie -80 kg:  Miroslav Brož –  Christian Eckerlin

Zwycięstwo Eckerlina przez TKO w 2 rundzie
Karta Główna
- Walka turniejowa w kategorii lekkiej:  Losene Keita –  Agy Sardari

Zwycięstwo Keity przez jednogłośną decyzję sędziów
- Walka w kategorii półciężkiej:  Marc Doussis –  Pavol Langer

Zwycięstwo Langera przez KO w 1 rundzie
- Walka w kategorii koguciej:  Mate Sanikidze –  Farbod Iran Nezhad

Zwycięstwo Nezhada przez jednogłośną decyzję sędziów
- Walka w kategorii półśredniej:  Louis Glismann –  Łukasz Siwiec

Zwycięstwo Glismanna przez jednogłośną decyzję sędziów
- Walka w kategorii półśredniej:  Matouš Kohout –  Islam Khapilaev

Zwycięstwo Kohouta przez jednogłośną decyzję sędziów
Karta Wstępna
- Walka w umownym limicie -68 kg:  Max Holzer –  Eemil Kurhela

Zwycięstwo Holzera przez poddanie w 2 rundzie
- Walka w kategorii muszej:  Stipe Brčić –  Beno Adamia

Zwycięstwo Adamii przez jednogłośną decyzję sędziów
- Walka kobiet w kategorii słomkowej:  Anita Bekus –  Mallory Martin

Zwycięstwo Martin przez jednogłośną decyzję sędziów
- Walka w kategorii półśredniej:  Tayo Odunjo –  Endrit Brajshori

Zwycięstwo Brajshoriego przez niejednogłośną decyzję sędziów
- Walka kobiet w kategorii koguciej:  Laura Kirtzel –  Sandra Peterhoff

Zwycięstwo Kirtzel przez poddanie w 1 rundzie
- Walka kobiet w kategorii koguciej:  Haifa Reso –  Erika Tomm

Zwycięstwo Reso przez TKO w 3 rundzie

### Oktagon 58: Vémola vs. Végh 2
Walka Wieczoru
- Walka o pas mistrzowski Oktagon MMA w kategorii półciężkiej:  Karlos Vémola –  Attila Végh

Zwycięstwo Vémoli przez poddanie w 2 rundzie
Karta Główna
- Walka w kategorii półśredniej:  David Kozma  –  Ion Surdu

Zwycięstwo Surdu przez KO w 1 rundzie
- Walka w kategorii średniej:  David Zawada –  Marek Mazuch

Zwycięstwo Mazucha przez TKO w 1 rundzie
- Walka w kategorii lekkiej:  Jaroslav Pokorný –  Shem Rock

Zwycięstwo Rocka przez poddanie w 1 rundzie
Karta Wstępna
- Walka ćwierćfinałowa turnieju w kategorii lekkiej:  Akonne Wanliss - Mateusz Legierski

Zwycięstwo Legierskiego przez jednogłośną decyzję sędziów
- Walka w umownym limicie -89 kg :  Miloš Petrášek –  Kamil Wojciechowski

Zwycięstwo Petráška przez jednogłośną decyzję sędziów
- Walka ćwierćfinałowa turnieju w kategorii lekkiej:  Mochamed Machaev  –  Acoidan Duque

Zwycięstwo Duque przez jednogłośną decyzję sędziów
- Walka w kategorii półśredniej:  Leandro Silva  –  Amiran Gogoladze

Zwycięstwo Gogoladze przez niejednogłośną decyzję sędziów
- Walka w kategorii piórkowej:  Deniz Ilbay –  Denis Tripšanský

Zwycięstwo Ilbaya przez TKO w 2 rundzie
- Walka rezerwowa turnieju w kategorii lekkiej:  Makwan Amirkhani  –  Attila Korkmaz

Zwycięstwo Korkmaza przez poddanie w 3 rundzie

### Oktagon 59: Summer Party
Walka Wieczoru
- Walka ćwierćfinałowa turnieju w kategorii lekkiej:  Ronald Paradeiser –  Daniel Torres

Zwycięstwo Paradeisera przez jednogłośną decyzję sędziów
Karta Główna
- Walka ćwierćfinałowa turnieju w kategorii lekkiej:  Predrag Bogdanović  –  Losene Keita

Zwycięstwo Keity przez KO w 2 rundzie
- Walka rezerwowa turnieju w kategorii lekkiej:  Łukasz Rajewski –  Ivan Buchinger

Zwycięstwo Buchingera przez poddanie w 2 rundzie
- Walka kobiet w limicie -59,5 kg:  Aitana Álvarez –  Lucia Szabová

Zwycięstwo Szabovej przez jednogłośną decyzję sędziów
- Walka w kategorii półśredniej:  Petr Kníže –  Radovan Úškrt

Zwycięstwo Kníže przez poddanie w 2 rundzie
Karta Wstępna
- Walka w kategorii średniej:  Andreas Michailidis –  Piotr Wawrzyniak

Zwycięstwo Wawrzyniaka przez niejednogłośną decyzję sędziów
- Walka w umownym limicie -68 kg:  Radek Roušal  –  Marco Novák

Zwycięstwo Nováka przez jednogłośną decyzję sędziów
- Walka w kategorii koguciej:  Josh Hill  –  Jonas Mågård

Zwycięstwo Mågårda przez jednogłośną decyzję sędziów
- Walka w kategorii średniej:  Ondřej Raška –  Milan Ďatelinka

Zwycięstwo Ďatelinki przez KO w 1 rundzie
- Walka kobiet w kategorii muszej:  Jovana Đukić –  Veronika Smolkova

Zwycięstwo Smolkovej przez TKO w 2 rundzie

### Oktagon 60: Buchinger vs. Eskiev
Walka Wieczoru
- Walka w kategorii lekkiej:  Ivan Buchinger –  Lom-Ali Eskijew

Zwycięstwo Eskijewa przez TKO w 1 rundzie
Karta Główna
- Walka w kategorii półśredniej:  Matouš Kohout –  Niklas Stolze

Zwycięstwo Stolze przez KO w 1 rundzie
- Walka w kategorii średniej:  Milan Ďatelinka –  Jamie Cordero

No Contest (niedozwolony cios łokciem)
- Walka w kategorii lekkiej:  Jakub Bahník –  Mohamed Grabinski

Zwycięstwo Bahníka przez niejednogłośną decyzję sędziów
- Walka w kategorii półśredniej:  Wahid Najand –  Max Handanagić

Zwycięstwo Najanda przez poddanie w 1 rundzie
- Walka w umownym limicie -69 kg:  Gjoni Palokaj –  Karol Arteaga

Zwycięstwo Palokaja przez jednogłośną decyzję sędziów
Karta Wstępna
- Walka w kategorii półśredniej:  Kevin Enz –  Hassan Shaaban

Zwycięstwo Shaabana przez niejednogłośna decyzję sędziów
- Walka w kategorii średniej:  Dominic Schober –  Cihad Akipa

Zwycięstwo Akipy przez jednogłośną decyzję sędziów
- Walka w kategorii półśredniej:  Emir-Can Al –  Daniel Hromek

Zwycięstwo Hromka przez jednogłośną decyzję sędziów
- Walka w kategorii półśredniej:  Marek Bartl –  Zoran Solaja

Zwycięstwo Bartla przez TKO w 1 rundzie
- Walka kobiet w kategorii koguciej:  Laura Kirtzel –  Haifa Reso

Zwycięstwo Kirtzel przez niejednogłośną decyzję sędziów

### Oktagon 61: Paradeiser vs. Duque
Walka Wieczoru
- Walka półfinałowa turnieju w kategorii lekkiej:  Ronald Paradeiser  –  Acoidan Duque

Zwycięstwo Paradeisera przez TKO w 1 rundzie
Karta Główna
- Walka w kategorii średniej:  Scott Askham –  Makhmud Muradov

Zwycięstwo Muradova przez jednogłośną decyzję sędziów
- Walka półfinałowa turnieju w kategorii lekkiej:  Losene Keita –  Mateusz Legierski

Zwycięstwo Keity przez jednogłośną decyzję sędziów
- Walka kobiet w kategorii koguciej:  Lucie Pudilová –  Cecilie Bolander

Zwycięstwo Pudilovej przez niejednogłośną decyzję sędziów
- Walka w kategorii półśredniej:  Andrej Kalašnik –  John Palaiologos

Zwycięstwo Kalašnika przez jednogłośną decyzję sędziów
- Walka w kategorii piórkowej:  Vladimír Lengál –  Corey Fry

Zwycięstwo Lengála przez TKO w 2 rundzie
Karta Wstępna
- Walka w umownym limicie -98 kg:  Tomáš Hron  –  Fred Sikking

Zwycięstwo Hrona przez TKO w 1 rundzie
- Walka w kategorii koguciej:  Jack Cartwright –  Mate Sanikidze

Zwycięstwo Cartwrighta przez jednogłośną decyzję sędziów
- Walka w kategorii lekkiej:  Jakub Tichota –  George Staines

Zwycięstwo Stainesa przez jednogłośną decyzję sędziów
- Walka w kategorii piórkowej:  Radek Roušal  –  Nezar Bahaji

Zwycięstwo Roušala przez jednogłośną decyzję sędziów
- Walka rezerwowa turnieju w kategorii lekkiej:  Attila Korkmaz –  Agy Sardari

Zwycięstwo Sardariego przez jednogłośną decyzję sędziów
- Walka w kategorii lekkiej:  Jan Stanovský –  Gleb Shadrin

Zwycięstwo Stanovský'ego przez jednogłośną decyzję sędziów

### Oktagon 62: Bigger Than Ever
Walka Wieczoru
- Walka o pas mistrzowski King of the Germany w kategorii półśredniej:  Christian Eckerlin –  Christian Jungwirth

Zwycięstwo Eckerlina przez jednogłośną decyzję sędziów
Karta Główna
- Walka o pas mistrzowski Oktagon MMA w kategorii średniej:  Patrik Kincl –  Kerim Engizek

Zwycięstwo Engizka przez jednogłośną decyzję sędziów
- Walka w kategorii lekkiej:  Antun Račić –  Max Coga

Zwycięstwo Cogi przez TKO w 2 rundzie
- Walka w kategorii piórkowej:  Daniel Torres –  Niko Samsonidse

Zwycięstwo Samsonidse przez poddanie w 2 rundzie
- Walka w kategorii ciężkiej:  Lazar Todev –  Adam Pałasz

Zwycięstwo Todeva przez TKO w 2 rundzie
- Walka w kategorii piórkowej:  Max Holzer –  Mohammed Sadok Trabelsi

Zwycięstwo Holzera przez TKO w 3 rundzie
Karta Wstępna
- Walka o pas mistrzowski Oktagon MMA w kategorii słomkowej:  Katharina Dalisda –  Mallory Martin

Zwycięstwo Martin przez jednogłośną decyzję sędziów
- Walka w kategorii piórkowej:  Mochamed Machaev –  James Hendin

Zwycięstwo Macheva przez jednogłośną decyzję sędziów
- Walka w kategorii półciężkiej:  Will Fleury –  Pavol Langer

Zwycięstwo Fleury'ego przez KO w 1 rundzie
- Walka w kategorii lekkiej:  Arijan Topallaj –  Hafeni Nafuka

Zwycięstwo Nafuki przez jednogłośną decyzję sędziów
- Walka w kategorii piórkowej:  Michael Deiga-Scheck –  Deniz Ilbay

Zwycięstwo Ilbaya przez TKO w 1 rundzie

### Oktagon 63: Buchinger vs. Nafuka
Walka Wieczoru
- Walka w kategorii lekkiej:  Hafeni Nafuka –  Ivan Buchinger

Zwycięstwo Buchingera przez TKO w 2 rundzie
Karta Główna
- Walka w umownym limicie -80 kg:  Leandro Silva –  Máté Kertész

Zwycięstwo Silvy przez jednogłośną decyzję sędziów
- Walka w kategorii półśredniej:  Ammari Diedrick –  Robert Pukač

Zwycięstwo Pukača przez jednogłośną decyzję sędziów
- Walka w kategorii piórkowej:  Gjoni Palokaj  –  Karol Ryšavý

Zwycięstwo Palokaja przez jednogłośną decyzję sędziów
- Walka w umownym limicie -72 kg:  Damien Lapilus –  František Fodor

Zwycięstwo Lapilusa przez TKO w 1 rundzie
- Walka w kategorii muszej:  Zhalgas Zhumagulov –  Aaron Aby

Zwycięstwo Zhumagulova przez jednogłośną decyzję sędziów
Karta Wstępna
- Walka w umownym limicie -68 kg:  Radek Roušal  –  Jack Maguire

Zwycięstwo Maguire'a przez poddanie w 2 rundzie
- Walka w umownym limicie -63 kg:  Janne Elonen-Kulmala –  Roman Paulus

Zwycięstwo Paulusa przez poddanie w 3 rundzie
- Walka kobiet w kategorii słomkowej:  Mileide Simplicio –  Veronika Smolkova

Zwycięstwo Smolkovej przez TKO w 1 rundzie
- Walka w umownym limicie -72 kg:  Kevin Enz –  Tomáš Cigánik

Zwycięstwo Cigánika przez jednogłośną decyzję sędziów

### Oktagon 64: Brito vs. Surdu
Walka Wieczoru
- Walka o wakujący pas mistrzowski Oktagon MMA w kategorii półśredniej:  Kaik Brito –  Ion Surdu

Zwycięstwo Surdu przez KO w 2 rundzie
Karta Główna
- Walka w kategorii półciężkiej:  Alexander Poppeck –  Mateusz Strzelczyk

No Contest (niedozwolone kolano Poppecka na głowę w pozycji parterowej)
- Walka w limicie -68 kg:  Eugen Black-Dell –  Max Holzer

Zwycięstwo Holzera przez jednogłośna decyzję sędziów
- Walka w kategorii ciężkiej:  Patrick Vespaziani –  Sebastian Herzberg

Zwycięstwo  Vespaziani'ego przez TKO w 2 rundzie
- Walka w limicie -68 kg:  Jakub Dohnal –  Michael Deiga-Scheck

Zwycięstwo Dohnala przez poddanie w 3 rundzie
Karta Wstępna
- Walka w kategorii średniej:  Jamie Cordero –  Ion Taburceanu

Zwycięstwo Cordero przez poddanie w 1 rundzie
- Walka w umownym limicie -73 kg:  Jan Malach –  Gökhan Aksu

Zwycięstwo Aksu przez poddanie w 1 rundzie
- Walka w kategorii półśredniej:  Marek Bartl –  Endrit Brajshori

Zwycięstwo Bartla przez poddanie w 1 rundzie
- Walka w kategorii lekkiej:  Jan Stanovský –  Fedor Duric

Zwycięstwo Duricia przez jednogłośną decyzję sędziów

### Oktagon 65: Paradeiser vs. Keita 2
Walka Wieczoru
- Walka finałowa turnieju w kategorii lekkiej oraz o pas mistrzowski Oktagon MMA w wadze lekkiej:  Ronald Paradeiser  –  Losene Keita

Zwycięstwo Keity przez TKO w 2 rundzie
Karta Główna
- Walka o pas mistrzowski Oktagon MMA w kategorii półciężkiej:  Karlos Vémola –  Will Fleury

Zwycięstwo Fleury'ego przez jednogłośną decyzję  sędziów
- Walka kobiet o pas mistrzowski Oktagon MMA w kategorii koguciej:  Lucie Pudilová –  Cecilie Bolander

Zwycięstwo Bolander przez niejednogłośną decyzję sędziów
- Walka w kategorii koguciej:  Igor Severino –  Jonas Mågård

Zwycięstwo Severino przez niejednogłośną decyzję sędziów
- Walka w kategorii średniej:  Daniel Schwindt –  Radovan Úškrt

Zwycięstwo Schwindta przez TKO w 2 rundzie
Karta Wstępna
- Walka rezerwowa turnieju w kategorii lekkiej:  Agy Sardari –  Ognjen Dimić

Zwycięstwo Sardariego przez poddanie w 2 rundzie
- Walka w kategorii lekkiej:  Jakub Tichota –  Ozan Aslaner

Zwycięstwo Aslanera przez niejednogłośną decyzję sędziów
- Walka w kategorii piórkowej:  Eemil Kurhela –  Marco Novák

Zwycięstwo Nováka przez jednogłośną decyzję sędziów
- Walka w kategorii półśredniej:  Peter Gabal –  Benny Bajrami

Zwycięstwo Gabala przez jednogłośną decyzję sędziów
- Walka w kategorii piórkowej:  Jakub Batfalský –  Dominik Toporcer

Zwycięstwo Batfalský'ego przez TKO w 1 rundzie

### Oktagon 66: Engizek vs. Oniszczuk
Walka Wieczoru
- Walka turniejowa w kategorii średniej:  Kerim Engizek –  Kamil Oniszczuk

Zwycięstwo Engizeka przez jednogłośną decyzję sędziów
Karta Główna
- Walka w kategorii lekkiej:  Wanderley Rosa Ferreira Levandovski –  Lom-Ali Eskijew

Zwycięstwo Eskijewa przez TKO w 2 rundzie
- Walka turniejowa w kategorii średniej:  Matěj Peňáz –  David Zawada

Zwycięstwo Peňáza przez TKO w 1 rundzie
- Walka w kategorii piórkowej:  Vladimír Lengál –  Deniz Ilbay

Zwycięstwo Ilbaya przez TKO w 2 rundzie
- Walka w kategorii półśredniej:  Matouš Kohout –  Cihad Akipa

Zwycięstwo Akipy przez jednogłośną decyzję sędziów
- Walka rezerwowa turnieju w kategorii średniej:  Kennedy Rayomba –  Hojat Khajevand

Zwycięstwo Khajevanda przez TKO w 1 rundzie
Karta Wstępna
- Walka w kategorii lekkiej:  Daniel Solaja –  Raphael Federico

Zwycięstwo Solaji przez jednogłośną decyzję sędziów
- Walka w kategorii półśredniej:  Emir-Can Al –  Viktor Kováč

Zwycięstwo Can Ala przez TKO w 1 rundzie
- Walka w limicie -80 kg:  Tamerlan Dulatov –  Ighzawi Ghith

Zwycięstwo Dulatova przez poddanie w 1 rundzie
- Walka w kategorii półśredniej:  Zoran Solaja –  Lukáš Eliáš

Zwycięstwo Solaji przez TKO w 1 rundzie
- Walka kobiet w kategorii koguciej:  Sara Luzar Smajić –  Danielle Misteli

Zwycięstwo Misteli przez poddanie w 2 rundzie

### Oktagon 67: Creasey vs. Adamia
Walka Wieczoru
- Walka o pas mistrzowski Oktagon MMA w kategorii muszej:  Sam Creasey –  Beno Adamia

Zwycięstwo Adamii przez niejednogłośną decyzję sędziów
Karta Główna
- Walka w kategorii półśredniej:  David Kozma –  Robert Pukač

Zwycięstwo Pukaca przez TKO w 1 rundzie
- Walka turniejowa w kategorii średniej:  Miloš Petrášek –  Mick Stanton

Zwycięstwo Stantona przez jednogłośną decyzję sędziów
- Walka turniejowa w kategorii średniej:  Andreas Michailidis –  Mark Hulme

Zwycięstwo Hulme przez poddanie w 1 rundzie
- Walka w kategorii piórkowej:  Edgar Delgado –  Niko Samsonidse

Zwycięstwo Samsonidse przez TKO w 3 rundzie
- Walka kobiet w kategorii koguciej:  Kalindra Faria –   Lucia Szabová

Zwycięstwo Szabovej przez poddanie w 1 rundzie
Karta Wstępna
- Walka w kategorii półciężkiej:  Daniel Škvor –  Antonio Zovak

Zwycięstwo Škvora przez poddanie w 1 rundzie
- Walka rezerwowa turnieju w kategorii średniej:  Milan Ďatelinka –  Jaime Cordero

Zwycięstwo Cordero przez poddanie w 1 rundzie
- Walka w limicie -72 kg:  Tomáš Mudroch –  Petru Buzdugan

Zwycięstwo Mudrocha przez TKO w 1 rundzie
- Walka kobiet w kategorii muszej:  Aitana Álvarez – Veronika Smolkova

Zwycięstwo Smolkovej przez jednogłośną decyzję sędziów
- Walka w kategorii średniej:  Dominic Schober –  Daniel Ligocki

Zwycięstwo Ligockiego przez TKO w 1 rundzie

### Oktagon 68: Todev vs. Fleury
Walka Wieczoru
- Walka o wakujący pas mistrzowski Oktagon MMA w kategorii ciężkiej:  Lazar Todev –  Will Fleury

Zwycięstwo Fleury'ego przez jednogłośną decyzję sędziów
Karta Główna
- Walka w limicie -74 kg:  Alan Omer –  Łukasz Kopera

Zwycięstwo Omera przez jednogłośną decyzję sędziów
- Walka w kategorii średniej:  Makhmud Muradov –  Yasubey Enomoto

Zwycięstwo Muradova przez KO w 3 rundzie
- Walka w limicie -82 kg:  Marek Bartl –  Daniel Schwindt

Zwycięstwo Schwindta przez TKO w 2 rundzie
- Walka w kategorii półśredniej:  Jessin Ayari –  Andreas Stahl

Zwycięstwo Ayari'ego przez TKO w 3 rundzie
Karta Wstępna
- Walka w kategorii lekkiej:  Robin Frank –  Denis Frimpong

Zwycięstwo Frimponga przez jednogłośna decyzję sędziów
- Walka w kategorii koguciej:  Elvis Silva –  Roman Paulus

Zwycięstwo Silvy przez niejednogłośną decyzję sędziów
- Walka w kategorii piórkowej:  Jakub Batfalsky –  Joel Batobo

Zwycięstwo Batfalsky'ego przez TKO w 2 rundzie
- Walka w limicie -88 kg:  Daniel Ligocki –  Erik Lorenz

Zwycięstwo Ligockiego przez poddanie w 1 rundzie
- Walka kobiet w kategorii koguciej:  Kamila Šimková –  Alina Dalaslan

Zwycięstwo Dalaslan przez TKO w 3 rundzie
- Walka w limicie -73 kg:  Benny Bajrami –  Kevin Enz

Zwycięstwo Enza jednogłośną decyzję sędziów

### Oktagon 69: Holzer vs. Ilbay
Walka Wieczoru
- Walka w kategorii piórkowej:  Max Holzer –  Deniz Ilbay

Zwycięstwo Holzera przez poddanie w 4 rundzie
Karta Główna
- Walka w kategorii półśredniej:  Uwe Schüder –  Ediz Tasci

Zwycięstwo Tasciego przez TKO w 1 rundzie
- Walka w kategorii piórkowej:  Khalid Taha –  Jose Zarauz

Zwycięstwo Tahy przez TKO w 2 rundzie
- Walka w kategorii lekkiej:  Fedor Duric –  Predrag Bogdanović

Zwycięstwo Bogdanovicia przez niejednogłośną decyzję sędziów
- Walka w kategorii piórkowej:  Gjoni Palokaj –  Marco Novák

Zwycięstwo Palokaja przez jednogłośną decyzję sędziów
- Walka w kategorii półciężkiej:  Jorick Montagnac –  Frederic Vosgröne

Zwycięstwo Vosgröne przez poddanie w 2 rundzie
Karta Wstępna
- Walka w limicie -79 kg:  Mohamed Grabinski –  Karol Skrzypek

Zwycięstwo Grabinskiego przez jednogłośną decyzję sędziów
- Walka kobiet w kategorii koguciej:  Lucie Pudilová –  Brittney Cloudy

Zwycięstwo Pudlilovej przez jednogłośną decyzję sędziów
- Walka w kategorii piórkowej:  Eugen Black-Dell –  Karol Ryšavý

Zwycięstwo Ryšavýego przez poddanie w 2 rundzie
- Walka w kategorii muszej:  Mohammed Walid –  Aaron Aby

Zwycięstwo Walida przez jednogłośną decyzję sędziów
- Walka w kategorii średniej:  David Hošek –  Alexander Stefanović

Zwycięstwo Hoska przez poddanie w 1 rundzie

### Oktagon 70: Krištofič vs. Humburger
Walka Wieczoru
- Walka turniejowa w kategorii średniej:  Samuel Krištofič –  Dominik Humburger

Zwycięstwo Humburgera przez TKO w 2 rundzie
Karta Główna
- Walka turniejowa w kategorii średniej:  Erhan Kartal –  Vlasto Čepo

Zwycięstwo Čepo przez TKO w 1 rundzie
- Walka turniejowa w kategorii średniej:  Ion Surdu –  Krzysztof Jotko

Zwycięstwo Surdu przez jednogłośną decyzję sędziów
- Walka turniejowa w kategorii średniej:  Piotr Wawrzyniak –  Marek Mazuch

Zwycięstwo Wawrzyniaka przez KO w 1 rundzie
- Walka w kategorii półśredniej:  Andrej Kalašnik –  Máté Kertész

Zwycięstwo Kalašnika przez KO w 1 rundzie
- Walka w kategorii półciężkiej:  Daniel Škvor –  Marc Doussis

Zwycięstwo Škvora przez KO w 1 rundzie
Karta Wstępna
- Walka kobiet o pas mistrzowski Oktagon MMA w kategorii słomkowej:  Mallory Martin –  Eva Dourthe

Zwycięstwo Martin przez jednogłośną decyzję sędziów
- Walka w kategorii piórkowej:  Radek Roušal –  Karol Kutyła

Zwycięstwo Roušala przez TKO w 2 rundzie
- Walka rezerwowa turnieju w kategorii średniej:  Hojat Khajevand –  Łukasz Siwiec

Zwycięstwo Khajevanda przez TKO w 1 rundzie
- Walka w kategorii półciężkiej:  Mateusz Duczmal –  Mateusz Strzelczyk

Zwycięstwo Strzelczyka przez poddanie w 1 rundzie

### Oktagon 71: Poppeck vs. Langer
Walka Wieczoru
- Walka w kategorii półciężkiej:  Alexander Poppeck –  Pavol Langer

Zwycięstwo Poppecka przez KO w 1 rundzie
Karta Główna
- Walka w limicie -74 kg:  Arijan Topallaj –  Denis Frimpong

Zwycięstwo Frimponga przez TKO w 3 rundzie
- Walka w limicie -72 kg:  Shem Rock –  Attila Korkmaz

Zwycięstwo Rocka przez niejednogłośną decyzję sędziów
- Walka w kategorii ciężkiej:  Patrick Vespaziani –  Jovan Zeljkovic

Zwycięstwo Vespazianiego przez TKO w 1 rundzie
- Walka w kategorii lekkiej:  Gökhan Aksu –  Ognjen Dimić

Zwycięstwo Aksu przez TKO w 1 rundzie
- Walka w kategorii lekkiej:  Tomáš Mudroch  –  Ozan Aslaner

Zwycięstwo Mudrocha przez KO w 1 rundzie
Karta Wstępna
- Walka w kategorii lekkiej:  George Staines –  Hafeni Nafuka

Zwycięstwo Stainesa przez jednogłośną decyzję sędziów
- Walka w kategorii piórkowej:  Wanderley Junior –  Jakub Dohnal

Zwycięstwo Juniora przez KO w 1 rundzie
- Walka w kategorii półciężkiej:  Zdenek Polivka –  Harun Uzun

Zwycięstwo Polivki przez jednogłośną decyzję sędziów
- Walka w kategorii lekkiej:  Peter Gabal  –  Elias Jakobi

Zwycięstwo Gabala przez TTKO w 2 rundzie
- Walka w kategorii półśredniej:  Jan Malach –  Endrit Brajshori

Zwycięstwo Brajshoriego przez KO w 1 rundzie

### Oktagon 72: Vémola vs. Végh 3
Walka Wieczoru
- Walka o pas mistrzowski „Infinity” w kategorii półciężkiej:  Karlos Vémola –  Attila Végh

Zwycięstwo  Vémoli przez jednogłośną decyzję sędziów
Karta Główna
- Walka o tymczasowy pas mistrzowski Oktagon MMA w kategorii średniej:  Patrik Kincl –  Makhmud Muradov

Zwycięstwo Muradova przez jednogłośną decyzje sędziów
- Walka w kategorii lekkiej:  Ivan Buchinger –  Vladimír Lengál

Zwycięstwo Buchingera przez poddanie w 2 rundzie
- Walka w kategorii półśredniej:  Bojan Veličković –  Ronald Paradeiser

Zwycięstwo  Paradeisera przez TKO w 1 rundzie
Karta Wstępna
- Walka w kategorii półciężkiej:  Lucas Alsina –  Daniel Škvor

Zwycięstwo Škvora przez TKO w 2 rundzie
- Walka w kategorii piórkowej:  Jakub Batfalsky –  Karol Ryšavý

Zwycięstwo Batfalsky’ego przez jednogłośną decyzję sędziów
- Walka kobiet w kategorii koguciej:  Alina Dalaslan –  Róża Gumienna

Zwycięstwo Dalaslan przez TKO w 3 rundzie
- Walka w limicie -65 kg :  Ayton De Paepe  –  Roman Paulus

Zwycięstwo De Paepe przez niejednogłośną decyzję sędziów
- Walka w limicie -72 kg :  Jan Stanovský –   Daniel Solaja

Zwycięstwo Stanovský’ego przez poddanie w 3 rundzie

### Oktagon 73: Eckerlin vs. Pukač
Walka Wieczoru
- Walka o pas mistrzowski King of the Germany w kategorii półśredniej:  Christian Eckerlin –  Robert Pukač

Zwycięstwo  Pukača przez TKO w 3 rundzie
Karta Główna
- Walka w kategorii ciężkiej:  Adam Pałasz  –  Kasim Aras

Zwycięstwo Arasa przez KO w 1 rundzie
- Walka w kategorii półśredniej:  Kaik Brito –  Joilton Lutterbach

Zwycięstwo Brito przez KO w 1 rundzie
- Walka w kategorii półśredniej:  Jessin Ayari –  Niklas Stolze

Zwycięstwo Ayariego przez poddanie w 2 rundzie
- Walka w kategorii koguciej:  Jonas Mågård –  Farbod Iran Nezhad

Zwycięstwo Mågårda przez jednogłośną decyzję sędziów
- Walka w kategorii półśredniej:  Wahed Nazhand –  Faridun Shokhnazarov

Zwycięstwo Nazhanda przez poddanie w 1 rundzie
Karta Wstępna
- Walka o pas mistrzowski Oktagon MMA w kategorii muszej:  Beno Adamia –  Zhalgas Zhumagulov

Zwycięstwo Zhumagulova przez jednogłośną decyzję sędziów
- Walka w limicie -80 kg:  Marek Bartl –  Daniel Makin

Zwycięstwo Bartla przez poddanie w 2 rundzie
- Walka w kategorii piórkowej:  Richie Smullen –  Vojto Barborík

Zwycięstwo Smullena przez TKO w 2 rundzie
- Walka w kategorii lekkiej:  Ahmad Halimson  –  Tomáš Cigánik

Zwycięstwo Ciganika przez niejednogłośną decyzję sędziów
- Walka w kategorii lekkiej:   Altin Zenuni –   Tibor Balázs

Zwycięstwo Zenuniego przez poddanie w 1 rundzie

### Oktagon 74: Bolander vs. Szabová
Walka Wieczoru
- Walka o pas mistrzyni Oktagon MMA w kategorii koguciej:  Cecilie Bolander –  Lucia Szabová

Zwycięstwo Szabovej przez TKO w 1 rundzie
Karta Główna
- Walka ćwierćfinałowa turnieju w kategorii średniej:  Mick Stanton –  Kerim Engizek

Zwycięstwo Engizeka przez TKO w 1 rundzie
- Walka ćwierćfinałowa turnieju w kategorii średniej:  Dominik Humburger –  Mark Hulme

Zwycięstwo Humburgera przez KO w 2 rundzie
- Walka ćwierćfinałowa turnieju w kategorii średniej:  Krzysztof Jotko –  Marek Mazuch

Zwycięstwo Jotki przez  TKO w 2 rundzie
- Walka ćwierćfinałowa turnieju w kategorii średniej:  Hojat Khajevand –  Piotr Wawrzyniak

Zwycięstwo Khajevanda przez jednogłośną decyzję sędziów
Karta Wstępna
- Walka w kategorii piórkowej:  Radek Roušal –  Adrian Hamerski

Zwycięstwo Roušala przez TKO w 2 rundzie
- Walka rezerwowa turnieju w kategorii średniej:  David Zawada –  Kamil Oniszczuk

Zwycięstwo Oniszczuka przez jednogłośną decyzję sędziów
- Walka w limicie -87 kg:  Daniel Ligocki –  Andre Langen

Zwycięstwo Ligockiego przez TKO w 1 rundzie
- Walka w limicie -69 kg:  Vojtěch Khol –  Raphael Federico

Zwycięstwo Khola przez poddanie w 3 rundzie
- Walka kobiet w kategorii koguciej:  Michaela Hlaváčiková –  Niamh Kinehan

Zwycięstwo Kinehan przez jednogłośną decyzję sędziów

### Oktagon 75: Holzer vs. Taha
Walka Wieczoru
- Walka w kategorii piórkowej:  Max Holzer –  Khalid Taha

Karta Główna
- Walka w kategorii :   –

Karta Wstępna
- Walka w kategorii :   –

### Oktagon 76
Walka Wieczoru
- Walka w kategorii :   –

Karta Główna
- Walka w kategorii :   –

Karta Wstępna
- Walka w kategorii :   –

### Oktagon 77
Walka Wieczoru
- Walka w kategorii :   –

Karta Główna
- Walka w kategorii :   –

Karta Wstępna
- Walka w kategorii :   –

### Oktagon 78
Walka Wieczoru
- Walka w kategorii :   –

Karta Główna
- Walka w kategorii :   –

Karta Wstępna
- Walka w kategorii :   –

### Oktagon 79
Walka Wieczoru
- Walka w kategorii :   –

Karta Główna
- Walka w kategorii :   –

Karta Wstępna
- Walka w kategorii :   –

### Oktagon 80
Walka Wieczoru
- Walka w kategorii :   –

Karta Główna
- Walka w kategorii :   –

Karta Wstępna
- Walka w kategorii :   –

### Oktagon 81
Walka Wieczoru
- Walka w kategorii :   –

Karta Główna
- Walka w kategorii :   –

Karta Wstępna
- Walka w kategorii :   –